# Paks

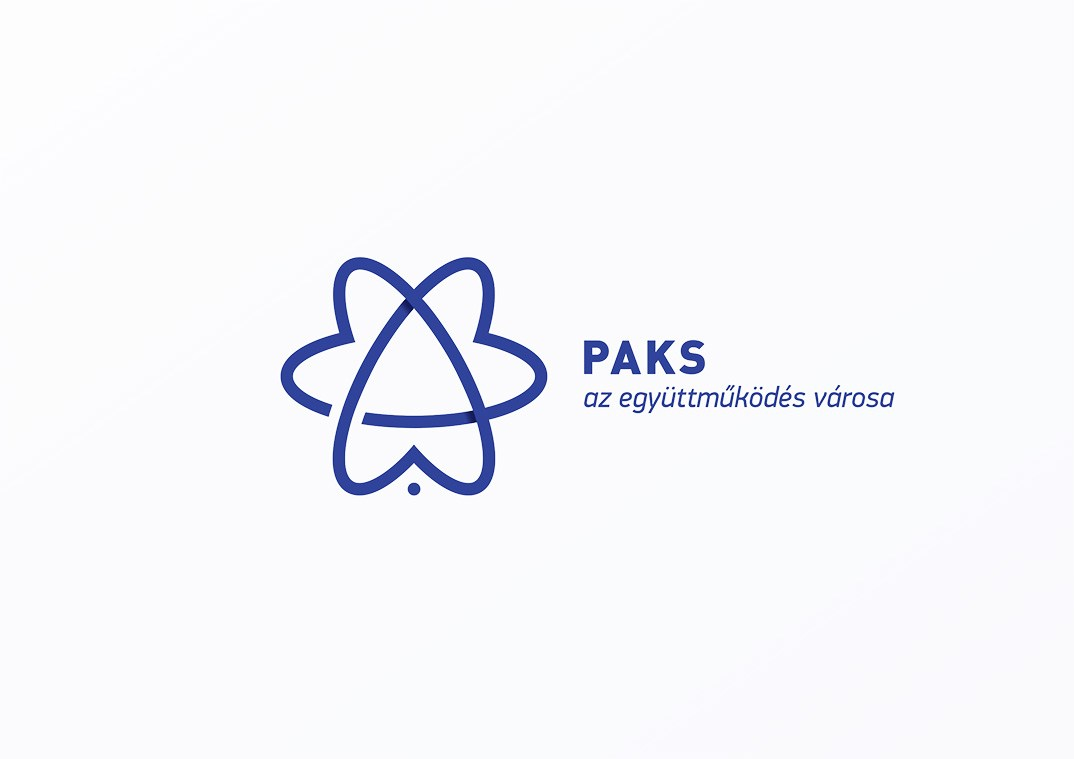
Paks város logója

Paks (németül: Paksch, régies németséggel: Pax an der Donau) város Tolna megyében , a Paksi járás központja. Közel tizenkilencezer lakosával Szekszárd után Tolna megye második legnépesebb települése, 15 408 hektáros kiterjedésével pedig a vármegye legnagyobb közigazgatási területű települése (területi kiterjedés szempontjából több mint másfélszer nagyobb a megyeszékhely Szekszárdnál).
Történelme az őskori civilizációktól egészen a legmodernebb korig ível, az egykor itt húzódott limes és Duna-menti hadi út évszázadokra jelentőssé tette. Sváb népszokásairól és kiváló halászlevéről messze földön híres. Kisváros létére igen sok országos rendezvénynek ad otthont, mint például a Gastroblues Fesztivál, a Paksi Harmonika Fesztivál, valamint a Szüreti felvonulás és mulatság. Országos ismertségét legfőképp atomerőművének köszönheti, amely Magyarország egyetlen energiahálózatra kapcsolt atomerőműve. A város gazdasági ereje a környező települések lakosságának jó részét is idevonzza; sokan dolgoznak itt ingázóként.

## Nevének eredete
A Paks helynév első ismert írott formája Pakws a 14. századból, majd előfordult Paxi, Pax formában is. Eredete alkalmasint a Pakus személynévre vezethető vissza, amely a ma is használt Bakos családnév változata lehetett.
Egy másik verzió szerint római eredetű, mivel a pax latinul békét jelent és elképzelhető, hogy itt kötöttek valamiféle békét. A Sánchegyen római auxiliáris csapatok állomásoztak, míg a Duna túloldalán jazig törzsek éltek, amelyekkel a rómaiak sokat háborúztak.

## Földrajza

### Fekvése
A város az ország középső részén, a Dél-Mezőföld keleti peremén, a Duna jobb partján, a Dunaföldvárnál kezdődő kanyarulat végénél terül el, Budapesttől légvonalban mintegy 100 kilométerre délre. Északról az Imsósi-erdő és a Sánchegy (római kori nevén Lussonium), keletről a Duna, délről az atomerőmű és Csámpa-puszta, nyugatról pedig az Ürgemező határolja. A város legmagasabb pontja a 103 méteres löszös domb, a Sánchegy, amely tájvédelem alatt áll, mert ez Közép-Európa egyik legnagyobb löszös képződménye. Az erőmű építése előtt tipikus mezőváros volt. Környékén a vadgazdaságoknak is megfelelő erdők találhatók; a Duna egykor a halászatra, a tavak ma a halgazdálkodásra és a horgászatra teremtenek lehetőséget. Az Ürgemező tájvédelmi terület, ahol védett növények és állatok (madarak, kígyók és kihalóban lévő rágcsálók) élnek.
Közúton az M6-os autópályán, vagy a 6-os főúton közelíthető meg legkönnyebben, vasúton pedig a Pusztaszabolcs–Dunaújváros–Paks-vasútvonalon volt elérhető, azonban a vonal Mezőfalva és Paks közötti szakaszán 2009. december 13-án leállt a személyszállítás[forrás?]. Lehetséges vízi úton való elérése is, lévén folyami kikötője is.
A várost közúton Németkéren át Cecével összeköti a 6231-es számú mellékút, amelyen Székesfehérvár térsége és az ország nyugati úticéljai is könnyen elérhetők. A többi környező település közül Nagydoroggal a 6232-es, Kölesddel a 6233-as, Gerjennel az 5124-es út köti össze. A dunakömlődi városrész és Dunaföldvár közt (Bölcske és Madocsa lakott területén keresztül) az 5111-es út biztosít összeköttetést.
Vízi úton rendszeresen kompjárat köti össze a dunakömlődi városrészt Géderlakkal és onnan Ordassal.
2024. június 8. óta az új, Tomori Pál nevét viselő 2x1 sávos Duna-híd révén Kalocsa is negyedóra alatt elérhetővé vált, az 512-es főúton.

### Városrészek
A város a következő részekből áll:

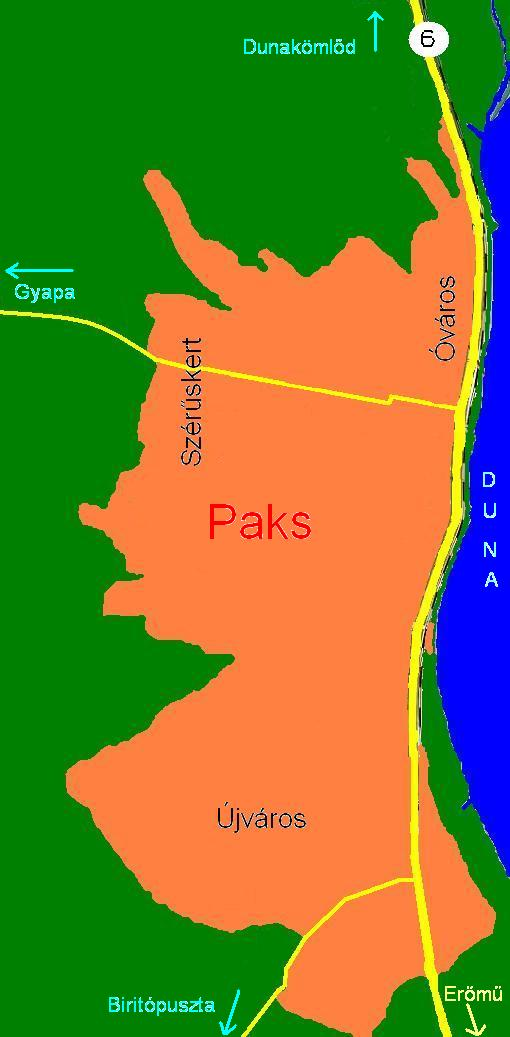
Paks térképe

- Az Óváros a történelmi városrész, a nevezetességek legnagyobb része itt található. Ide tartozik a város északi része, a főutca és az onnan nyíló utcák, illetve az Alvég (a Dunára nyíló utcák), a Békaváros (a KRESZ-park és környéke), az Öreghegy és a Malomhegy, illetve az ezek környékén fekvő utcák.
- A Szérűskert a Pál utca és a Fehérvári út, illetve az ezekből nyíló többi mellékutca.
- A Kohn-telep vagy Tisztviselőtelep, a Virág utca – Kossuth Lajos utca – Fehérvári út – Csendes utca által határolt terület, valamikor egy Kohn nevű zsidó vállalkozó fűrésztelepe volt, annak a helyére építkeztek az 1900-as évek elején a középosztálybeli családok.
- Az Újváros a Tolnai út és a belőle nyíló utcák; a Kishegyi, az Újtemplom utca és az azokból nyíló utcák, a Lakótelep és környéke, a Kölesdi útról nyíló utcák és a déli Ipari Park.

Az Óvárosban a történelmi központ és egyéb intézmények, boltsorok mellett főként régi építésű, de felújított parasztházak találhatók, míg az Újváros zömében újabb családi házakból áll. A Szérűskert amolyan kertvárosszerű, ma már javarészt modern családi házakból álló városrész, benne jóformán semmilyen kereskedelmi vagy kisipari szolgáltatás nincs.

### Pakshoz tartozó településrészek
A város északi részét képező kis falucska Dunakömlőd (a háború után német lakosságát kitelepítették, hátrahagyott javaikat tirpákok prédálták föl, házról-házra), míg délen az atomerőművel szemben elterülő Csámpa-puszta, a Székesfehérvárra vezető út menti Gyapa, a németkéri erdő peremén található 90 lakosú Cseresnyés-puszta, a jobbára mezőgazdasági tanyákból álló Hegyes-puszta és Földes-puszta, valamint a város délkeleti külterületén lévő lakóhely, Biritó-puszta (az I. István Szakközépiskolával) tartoznak a városhoz.

### Éghajlata, vízrajza
A Kárpát-medence éghajlatának megfelelően a nedves kontinentális éghajlat jellemző ebben a térségben is, ami hideg telet és forró nyarat eredményez; a leggyakoribb szélirány az északnyugati.
A Duna áradása korábban sokszor veszélyeztette a települést, de mára hatalmas gátrendszert építettek ki a város és a folyó közé, így áradáskor csak a folyó bal partján húzódó széles hullámtér kerül víz alá.

## Története

### Őskor
Az őskőkorszak után a Kr. e. 6. évezred közepétől, az újkőkorszaktól már állandó szállásokon élő, élelemtermelő, állattenyésztő közösség jelent meg e tájon. A Kr. e. 4. évezredben a lengyeli kultúra késői neolitikus – kora kőrézkori népessége lakott Paks környékén. Az ide érkező emberek fő telephelye a Sánchegy volt. Itt találták a legtöbb leleteket, meg a város környékén, Felső-Biritópusztánál és a Vörösmalom mellett.
A Kr. e. 4–3. évezred fordulóján újabb néphullámok érték el dél és nyugat felől a Kárpát-medencét, s ez az időpont egyben a bronzkor kezdetét is jelentette. Utoljára 2005-ben került elő egy bronzkori harci sisak, amelyet ma a Paks Városi Múzeumban lehet megtekinteni.

### Ókor és Pannónia
A Kr. e. 4. században egy nyugatról, a Rajna vidékéről betelepedett kelta eraviszkusz törzs foglalta el a Dunántúlt. A Balkán-félsziget lakóival élénk kereskedelmet folytattak, amit az itt talált görög minták alapján öntött kelta pénzérmék bizonyítanak.
Bár a rómaiak már Augustus császár uralkodása alatt elfoglalták a Dunántúlt, a tényleges bevonulás csak Claudius császár ideje alatt, Kr. u. 41 és 54 között zajlott e környéken. A hódítással a terület Pannonia provincia része lett a Római Birodalmon belül. A közeli Dunakömlőd melletti Sánchegyen a 4. században felépített castrum (tábor), a Lussonium, a provincia határát képező erődláncolatnak volt az egyik tagja. A rómaiak később már a védelmi vonalként (védőfalként) funkcionáló limest is felhúzták, amelynek maradványai mai is láthatók az Imsósi-erdő peremén, a vasúti töltésről, Madocsa felé haladva. A római uralom végét a hunok megjelenése jelentette.

### Középkor
A 433-tól 455-ig tartó hun uralmat a Dunántúlon a Longobárd királyság váltotta fel. Ezt 568-ban a keletről érkező avarok szüntették meg, akiknek több évszázados jelenlétével lehet számolni egészen Árpád magyarjainak honfoglalásáig, illetve az államalapítás koráig. Az Árpád-korból kevés adat áll rendelkezésünkre.
A magyarok érkezéséig a különböző átvonuló törzsek folyamatos pusztítása következtében valószínűleg elnéptelenedett a település. I. Szent István király uralkodása idején, az első ezredforduló táján keletkezett dokumentumok szerint a Pakstól 10 km-re észak-keletre fekvő Madocsa és a 20 km-re délre fekvő Fadd halászfalvak egyházi birtokok lettek, a köztük lévő területtel együtt. Mivel az egyik 1009-ből származó forrásban nem jelenik meg Paks neve, feltételezhető, hogy a falu akkor nem volt lakott, vagy ha mégis, akkor is csak úgy 15-20 család élhetett itt.
Paks neve 1333-ban jelenik meg ismét írott forrásban, egy pápai tizedjegyzékben, ami szerint Lőrinc paksi pap 23 báni dénárt fizetett. Szinte ezzel egy időben (1354) említik az olasz származású Rathold (Rátót) Olivér királynéi udvarbírót, majd tárnokmestert. Az ő utódai már következetesen használták a Paksy családnevet. A Paksy család sokat tett azért, hogy a falucska kiemelkedjen a környék falvai közül, és az idő múlásával egyre inkább vezető szerephez jusson a szomszédos településekkel szemben. 1662-ig ez a család, és mivel Paksy Lászlónak csak lánya volt, Anna, akit a Daróczy család sarja vett nőül, így onnantól kezdve ők birtokolták a falut.

### Török uralom és a betelepítések

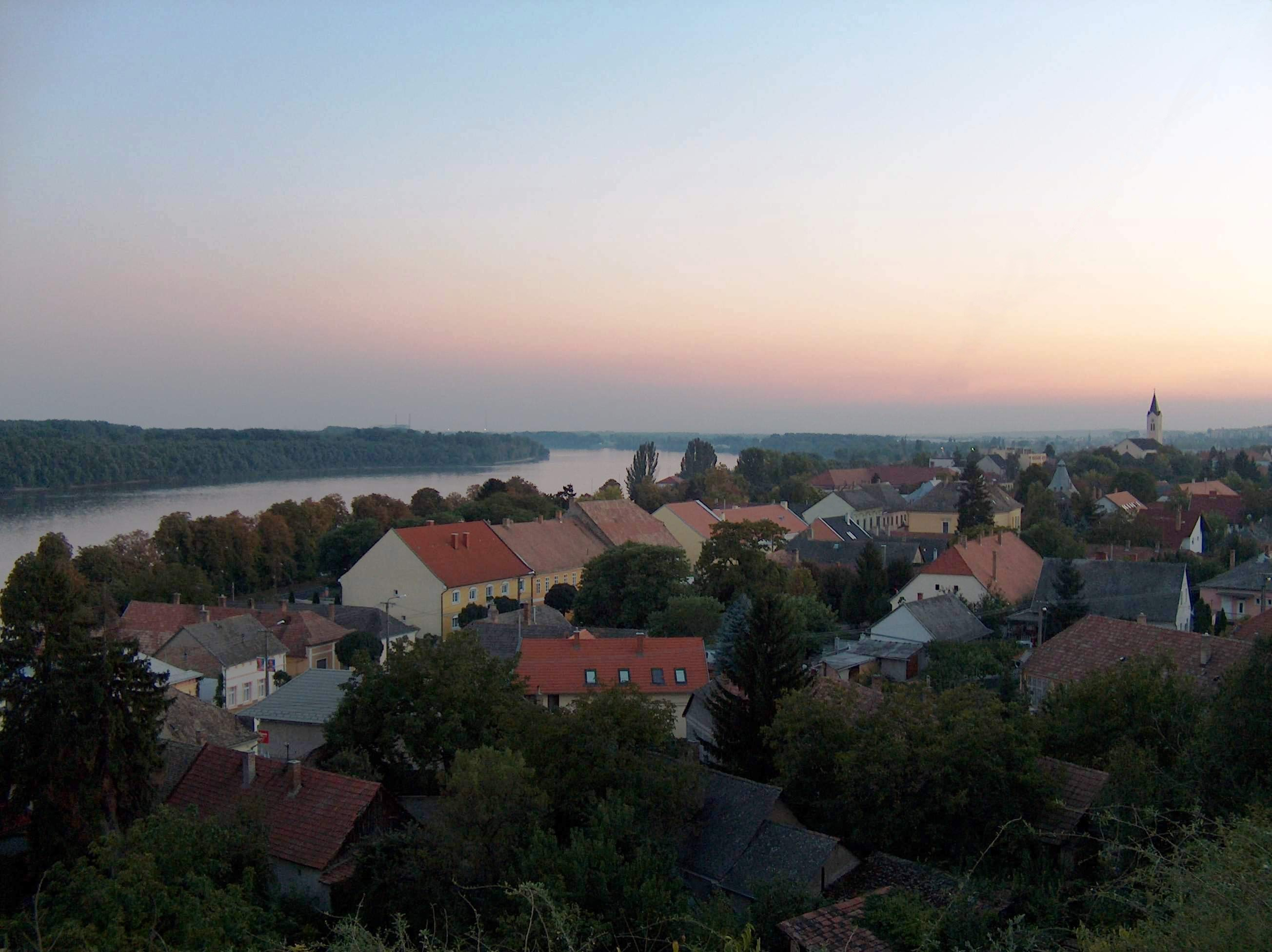
Látkép a Gárdonyi-kilátóból

A 16–17. század folyamán a török hódoltság alatt és után Pakson a helyben élő lakosság nyomai folyamatosan kimutathatók, bár az eredetileg itt élők az ismétlődő háborús pusztítások miatt távozni kényszerültek. A falu a végvári portyázások következtében a török időkben többször is gazdát cserélt. A rómaiak által épített hadi út és a Budára vezető dunai víziút miatt a szultánnak szüksége volt a településre, így katonái folyton visszatértek.
A török hadsereg palánkvárat épített a Kálvária-domb délkeleti lejtőjén, a mai Bezerédj Általános Iskola helyén.
A városból elmenekült ill. kipusztított magyarság helyére rác, török és görög polgári lakosság települt, zömében parasztok és kézművesek.
A város pontos török kori képét nem ismerjük, csak a 17. századi német utazó, Heinrich Ottendorf leírásaiból és térképvázlatából, Evlija Cselebi török utazó nyomán szerzett információk alapján tudjuk az egykori épületeket elhelyezni.
Az 1686-ban Budáról kiűzött török sereg szeptember közepén, visszavonulása során porig rombolta a városkát, amit újra kellett telepíteni. Ezt először a török átcsapások akadályozták meg, majd az, hogy a Daróczy- és Száraz családoknak, akik a Paksy család után birtokba vehették a területet, különböző okmányokat és rengeteg pénzt kellett kifizetniük a községért. Miután a török megszállás alatt és után betelepült rác katonák a 18. század elején eltávoztak, megindult a magyar népesség beszivárgása. Eleinte csak a régi lakosság tért vissza, később az északibb megyékből és az Alföldről más elszegényedett magyar családok jöttek, majd 1720-tól a Dél-Németországból hívott telepesek jelentek meg, így a német Baden-Württemberg tartományból svábok érkeztek, akik a mai Kossuth utca és Rákóczi utca közötti városrészt lakták. A svábok egészen a második világháborút követő kitelepítésükig egyharmadát tették ki a lakosságnak, bár túlnyomó többségük a század végére már elfelejtette nyelvét, és magyarnak vallotta magát. Az első Tolna vármegyei ortodox zsidó hitközség megszerveződése révén, 1778-ban 70 zsidó család is ideköltözött, a későbbiekben ők is jelentős kisebbséggé váltak. Ahogy a svábok, úgy ők is gyorsan alkalmazkodtak a helyi lakosok szokásaihoz; asszimilálódtak környezetükbe, bár vallásukat megőrizték. Így alakult át Paks vallási és etnikai képe.

### A Rákóczi-szabadságharc alatt

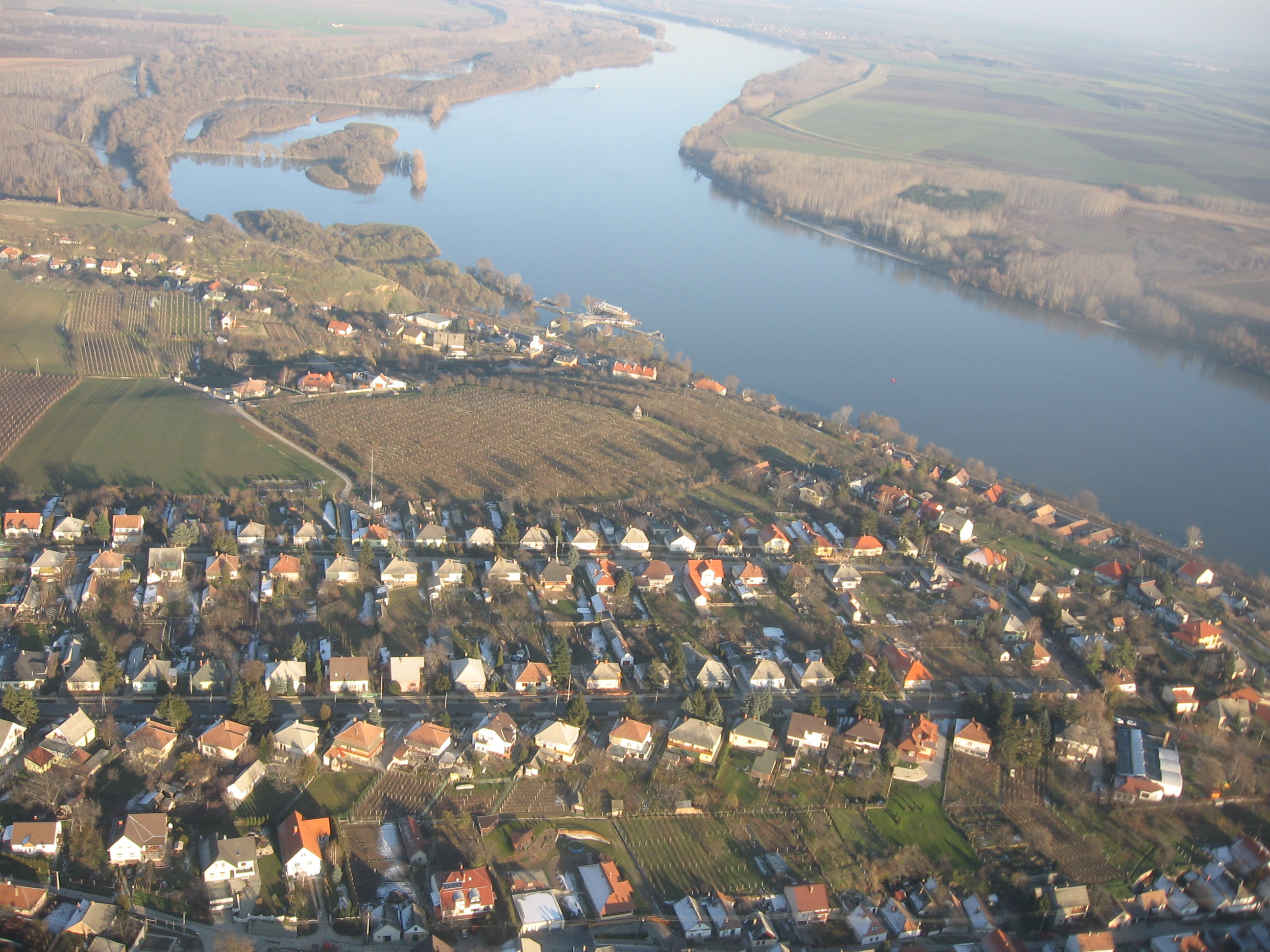
Paks északi látképe

A Rákóczi-szabadságharc idején, 1704-től kezdve folyamatosan tervben volt egy erődítménnyel védett hídfőállás kiépítése a Duna jobb partján, hogy a magyar sereg azon könnyen átkelhessen, és elfoglalhassa a Dunántúlt. A legalkalmasabb Dunaföldvár lett volna, de ott erős osztrák helyőrség tartózkodott, úgyhogy a közeli Dunakömlődre esett a választás. 1705-ben Bottyán János generális (a „Vak Bottyán”, mivel félszemét a harcokban elvesztette) és Vay Ádám mérnök kiépítette a „Bottyán-vára” néven ismert dunántúli kuruc hídfőállást és a már meglévő római erődítmény helyén védelmi sáncot, bár összevesztek egymással, mivel Vay hosszan tartó munkálatokat, Bottyán viszont egyszerű, de gyors építkezést szeretett volna. Végül Bottyán javaslata került ki győztesen. Az összetákolt fahídon a Duna-Tisza közéről sikeresen kelt át a kuruc haderő. A hidat a Duna mindkét partján és a Dunakömlődnél magasodó hegyen is védte sánc, így háromrészes erődítményrendszerről beszélhetünk.
1705. június 9-én Bottyán innen indított támadást, de csapatait visszaverték, majd június 19-én Glöckelsperg osztrák ezredes ostrom alá vette a várat, és 23-án el is foglalta. Bottyán visszavonult, majd november 4-én Soltnál átkelve rajtaütött a Dunaföldváron hagyott helyőrségen. Innen délnek fordult, és bevette a saját maga által épített várat. Annak őrzését ezúttal Hellepront János ezredesre bízta, aki 3000 embert kapott a vár védelmére. Innen ment arra a dicsőséges hadjáratra, amelyben elfoglalta Simontornya várát, majd az egész Dunántúlt.
Az 1706-os hadmozdulatok alkalmával Bottyán vereséget mért a déli országrészeket pusztító szerbekre, és a Fehérvárra támadó labancokra, akik bosszúból a Bottyán-vár ellen fordultak. Hellepront és emberei feladták a várat, és elmenekültek. A várban maradt civil lakosságot az osztrák zsoldosok lemészárolták, és az erődítményt porig rombolták. A hadi helyzet fordulása miatt a várat már nem építették újjá, így az elveszítette jelentőségét, ennek ellenére a kuruc harcok egyik jelképévé vált.

### A kuruc háborútól az 1848–49-es szabadságharc leveréséig

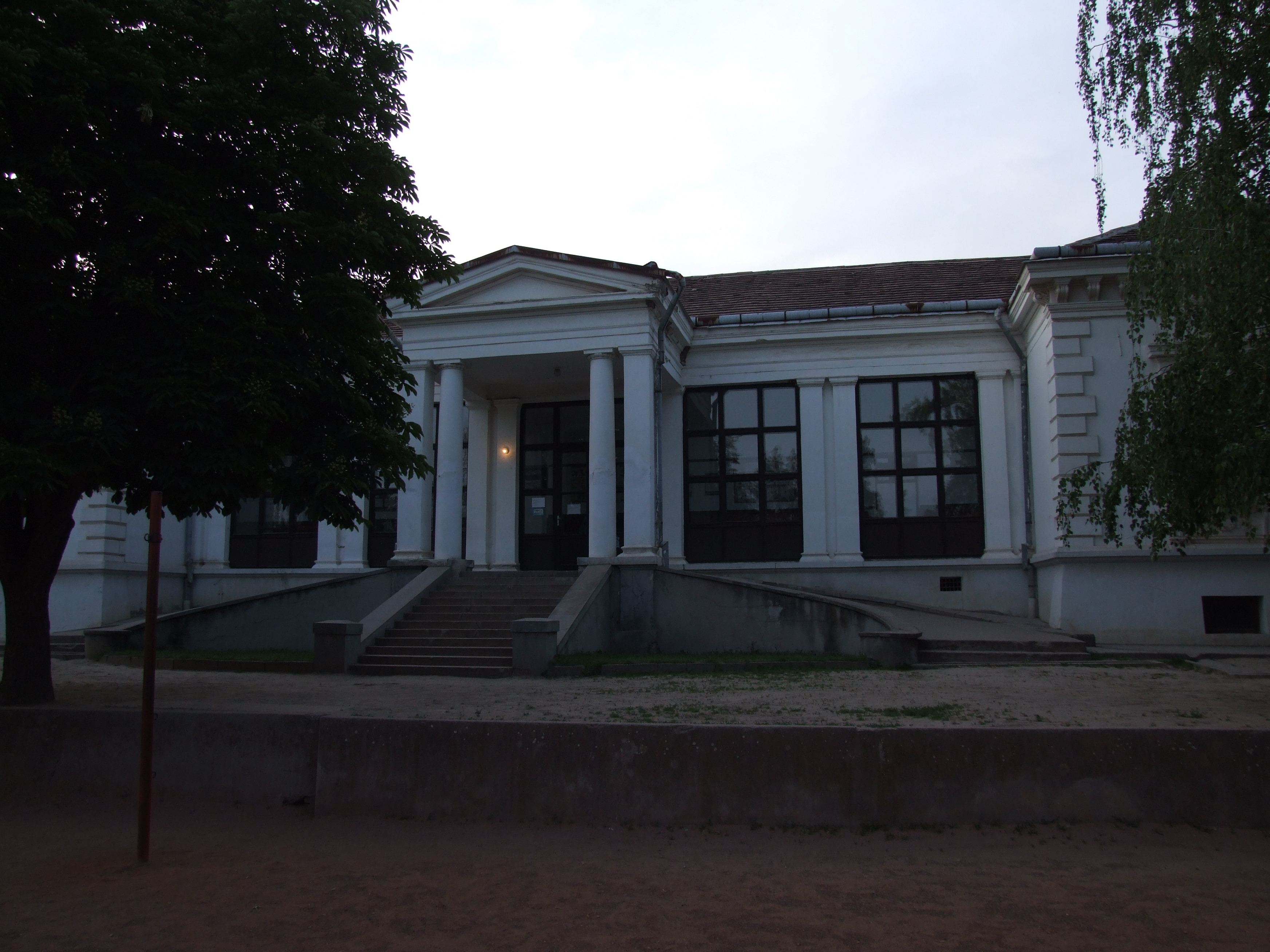
A Daróczy-kúria is ezen időszakban épült (1820), Ybl Miklós építette át később, majd a két háború között itt működött a Polgári Leányiskola. Ma a művészeti iskola egyik részét képezi

Az 1730-tól mezővárosi jogú településen a mezőgazdaság elsődlegessége mellett a céhes ipar térnyerésének is tanúi lehetünk. A kereskedelem fellendülését nagymértékben segítette a Duna vízi útja. Az évszázadok óta tartó háborúk után a béke évei következtek. A város rohamosan fejlődött és a reformkor hajnalán a környék egyik legjelentősebb települése lett. Szőlőtermesztése és így bortermelése kirívóan magas nívójú volt ebben az időszakban.
A Paksot birtokló nemesség viszont nem csatlakozott a reformkori fejlesztésekhez; ellenezték a jobbágyfelszabadítást és a többi intézkedést. 1847-ben azonban a plébánia vezetője, Daróczy Zsigmond a reformpolitikusok mellé állt, lemondott az egyházi tized szedéséről, és a jobbágyfelszabadítás mellett foglalt állást. Az ő kezdeményezésére alakult Kaszinó Pakson még 1841-ben, majd ezt 1844-ben a frissen felújított Zöldfa vendéglőbe helyezték (ma Erzsébet Nagy Szálloda), ami az ország harmadik legjobb hírű kaszinója volt a pesti és a pozsonyi után.
A neves szállóban megszállt későbbi névadója Erzsébet királyné és Liszt Ferenc, Deák Ferenc pedig kaszinójában gyakorta kártyázott.
Pakson 1846-ban kötött ki az első gőzhajó. A hajóforgalom megindulása és a pusztító árvizek következtében a reformkori folyószabályozások Paksot is elérték. Az Imsósnál levő Duna-kanyart 1841-ben vágták át, a munkálatokat Beszédes József és Vásárhelyi Pál irányították.
Az 1848–49-es forradalom és szabadságharc elkerülte a várost. Paks lakói ugyan mindent megtettek a harcok segítése érdekében, a kötelezően előírt honvédelmi adókat is befizették. A harcokban a kötelező újonclétszámnál jóval többen szolgáltak paksiak. Az eredeti 98 fő helyett 207 katonát küldött a város. 68-an a Bácskába induló sereghez, 139-en a Dráva-menti határvonalon harcoló alakulatokhoz csatlakoztak, hogy visszaszoríthassák a szerb csapatokat. Ifjabb Rézbányai József paksi lakatosmester (leszármazottja, a nagy műveltségű Dezső 1990-ben hunyt el) vállalta, hogy elkészíti a fegyverzetüket, az ehhez szükséges pénzt vármegye állta. A hadjáratokról Petrich Ferenc honvédszázados készített kiváló leírást.

### A szabadságharc után
1851-ben Fényes Elek összesítő leírása, a Magyarország Geographiai Szótára című könyvben így hangzik:
PAKS, magyar–német magyarországi város, Tolna vármegyében, a Duna jobb partján, saját postahivatallal és (postaló)váltással, Duna-Földvár és Tolna közt. Fekvése a Szekszárdról jövőknek igen kellemesen tűnik szembe, északról és nyugatról meglehetősen meredek hegy keríti, dél-nyugatról pedig róna, s többnyire homokos térség veszi körül. – Utczái tágassak, s a' főutcza derék épületeket mutathat. Népessége 8294 lélek, kik közt 4793 római katholikus, 1530 ágostai, 1150 református, 816 héber, 5 óhitű, és mindegyik felekezetnek helyben van iskolája az óhitűeket kivéve. – A magyar nyelvet a németek is beszélik. – Határa Paksnak szerfelett nagy, s több pusztákkal bír, de szerfelett homokos. Roppant legelője a folyóhomok miatt csaknem haszonvehetetlen, s ennek egy része fákkal van kiültetve. Szőlőhegye messze kiterjed, s jó bort terem. Volt urbéri telek 95. Van itt továbbá 250 kézműves, 37 bolt, 25 dunamalom, nagy vendégfogadó és rév a Dunán. Tart 4 országos, és 2 élénk hetivásárt.
Eredetét Paksnak sűrű homály fedi, de hogy itt római gyarmat lehetett bizonyítják a kiásott római pénzek, emlékkövek stb. Az is bizonyos, hogy régi helység, mert a Vaticanum könyvtárában található régi irományban, hol a hat-évi tizedet megadó pécsi püspöki megyebéli helységek számláltatnak elő, már mint falu említtetik Pákos nevezet alatt. I. Lajos Paksot ama híres Apostagi Zemerének ajándékozá, ki ura életét a tatárok ellen viselt háborúban megmentette, s kinek maradékai Paksi, de Pákos nevet vevén fel, sokáig virágzó nemzetségnek lettek alapítói, s Tolna, Pest, Solt, Fejér és Békés megyékben roppant jószágokat bírtak. Kihalván a férfi ág, az egész örökség leány ágra ment, s most is e jogon, mind Paksot, mind a többi jószágot közbirtokosok bírják.

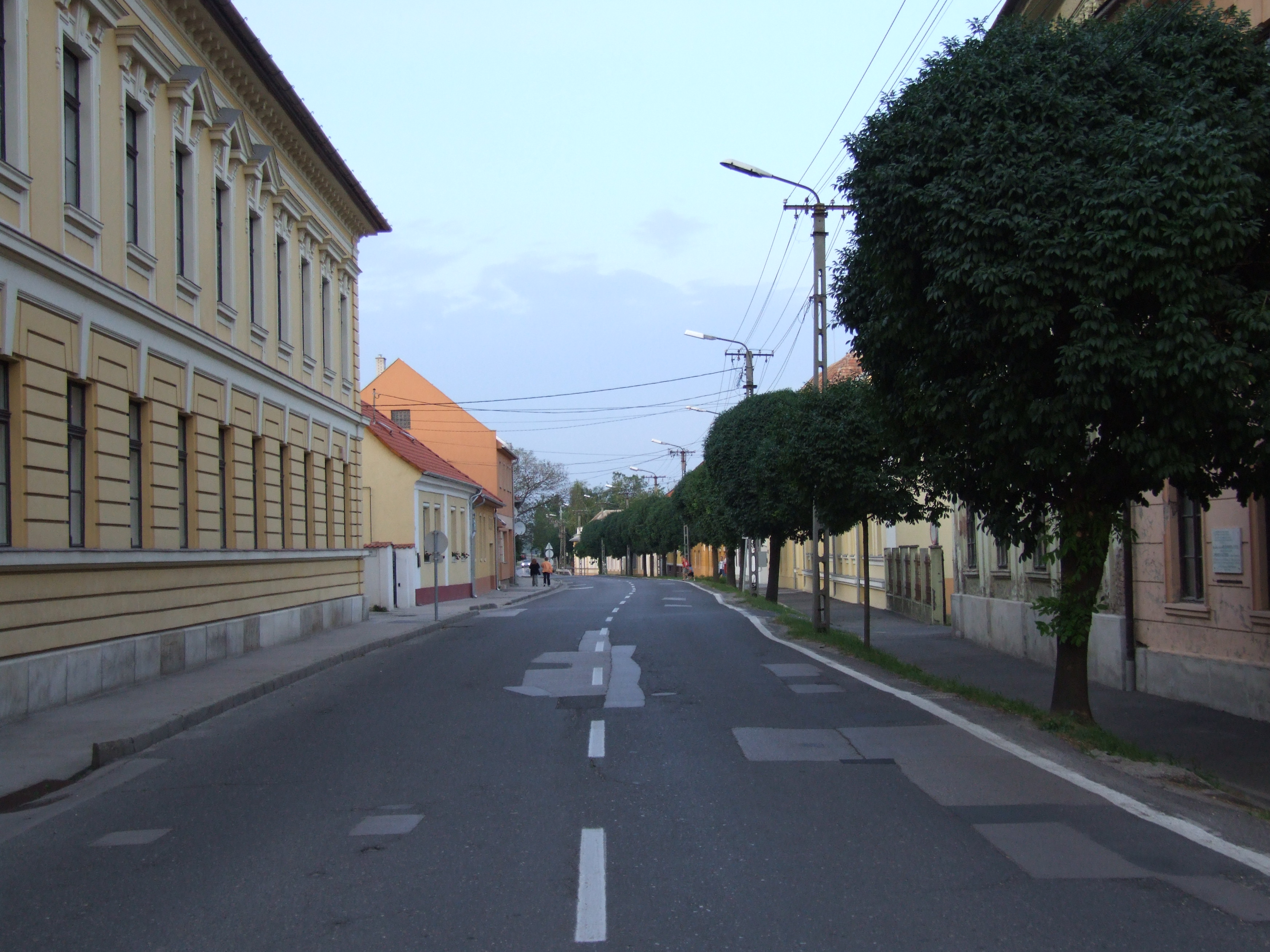
A főutca az Óvárosban

A 19. század lassú polgárosodásában Paks közbirtokos családjai is szerepet játszottak. A század második felétől elindult, majd a dualizmus időszakában felgyorsult a gazdasági és kulturális fejlődés. 1870-ben Dunaföldvárról ide került a járás székhelye. 1871-ben az ország közigazgatási átszervezése során megszűntek a mezővárosok, így Paks is nagyközséggé alakult. 1875-ben vallástól független polgári iskola nyílt. Fejlődött a malomipar, az olcsó vízimalmos őröltetés miatt a környékbeli gazdák idehozták a gabonájukat. A városnak egyre nagyobb szüksége lett volna a vasútra, ami a századfordulóra a kereskedelem és az ipar motorjává vált. 1881-ben már felvetődött a Pusztaszabolcs–Dunaföldvár–Paks helyiérdekű vasút megépítése, de ez csak 1895-ben valósult meg. A vasútvonal folytatása, amely Paksot Mözzsel kötötte volna össze, már nem épült meg.

### Komptragédia
1887. július 18-án 224-250, főként a kalocsai Jézus Szíve búcsúra igyekvő zarándok, zömmel asszony és gyermek vesztette életét a biskói komptragédia során, ugyanis a kompot több mint kétszeresen túlterhelték és a hajó az egyik oldalára billent.

### Az első világháború és az azt követő hatalmi harcok alatt

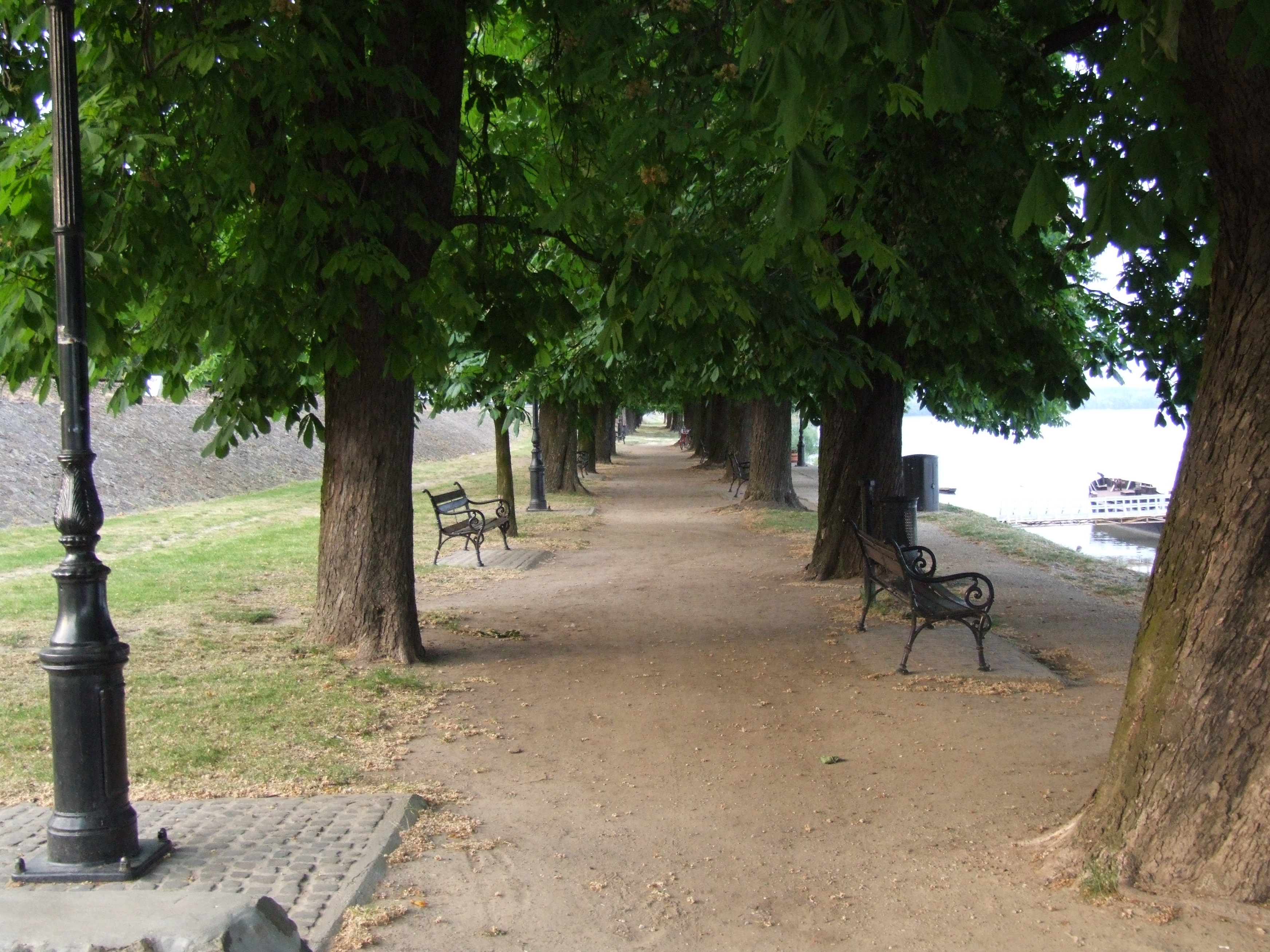
A Duna-korzó, évszázados vadgesztenyefasora

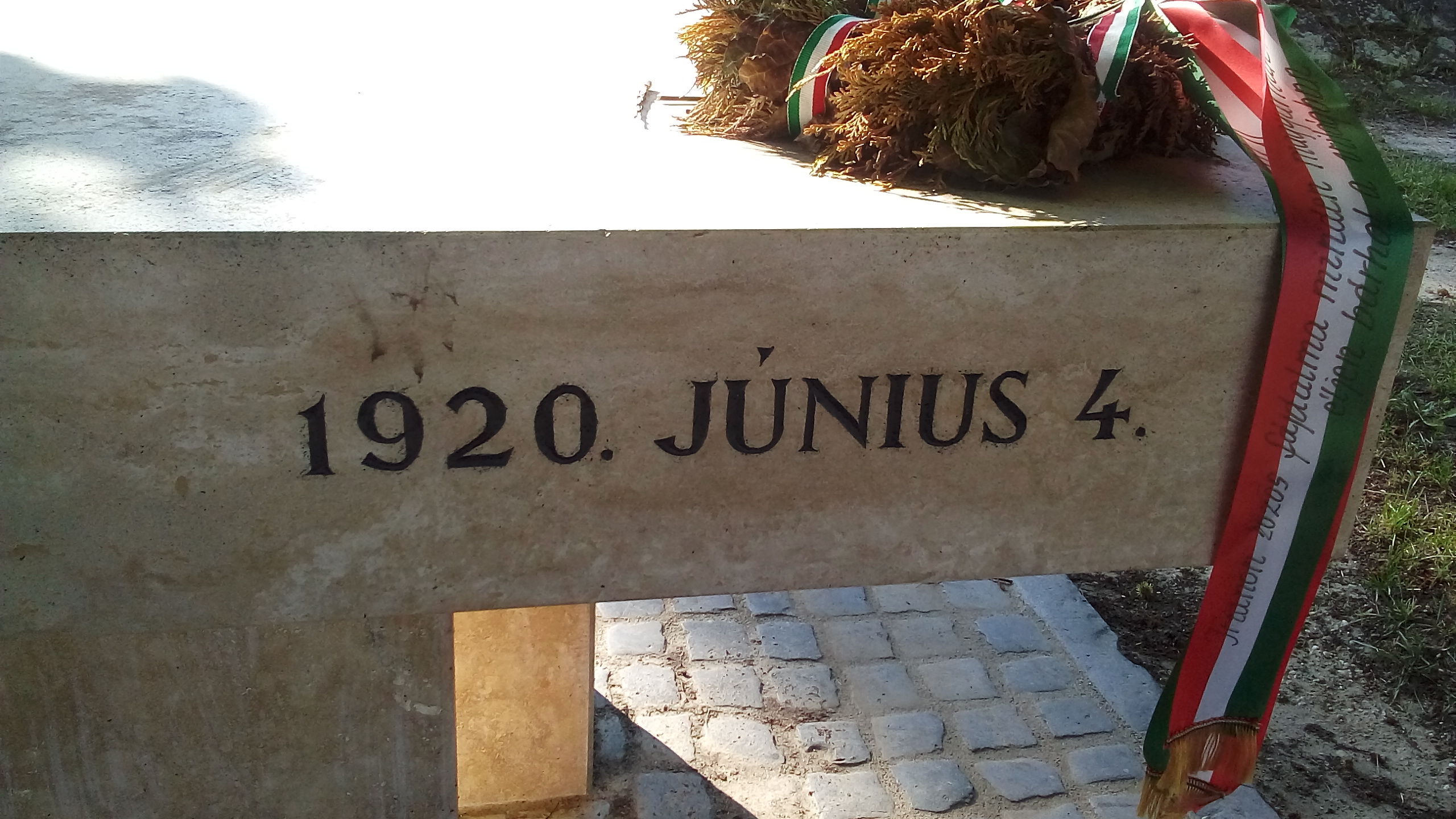
Trianon-emlékmű

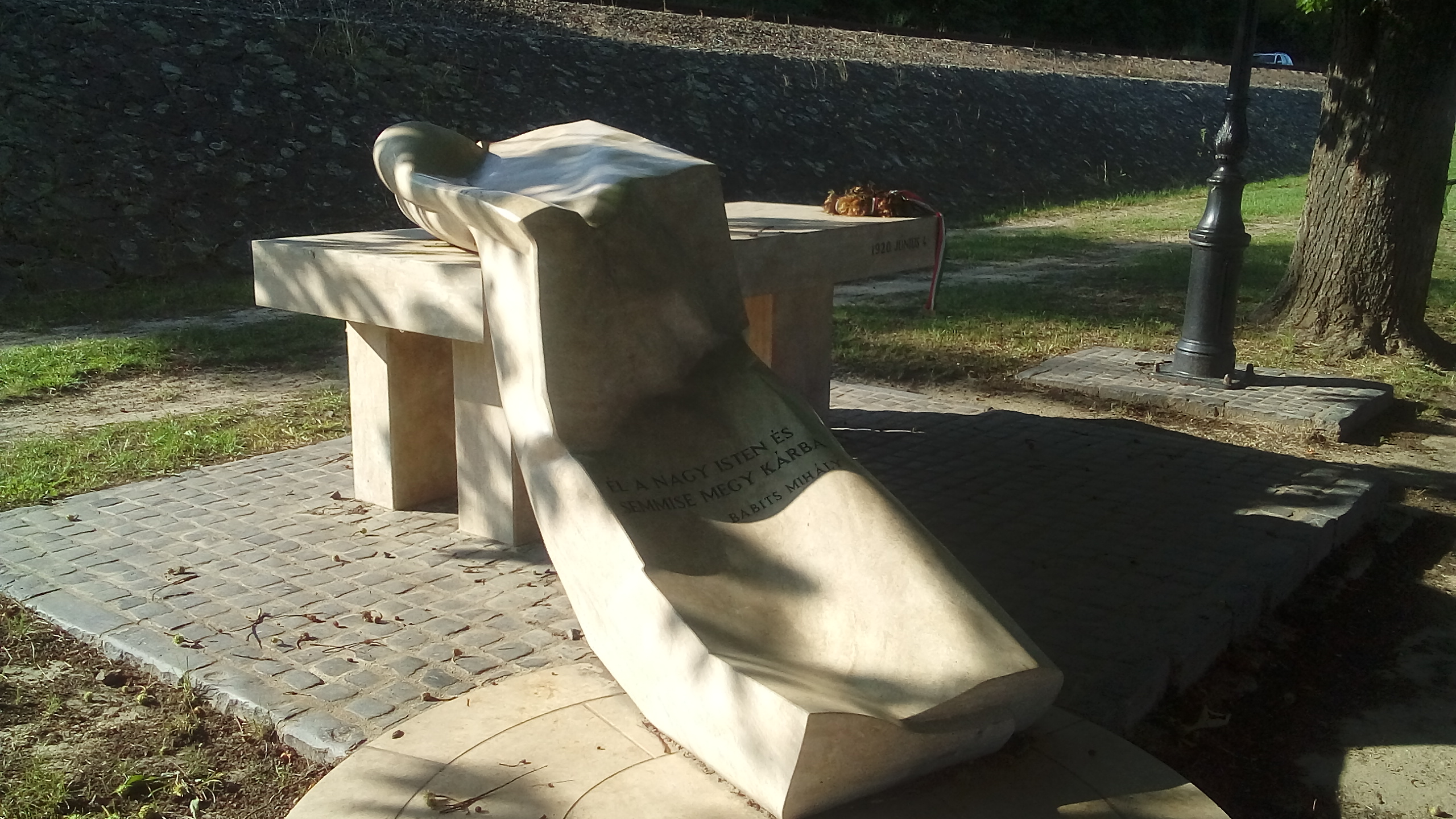
Trianon-emlékmű

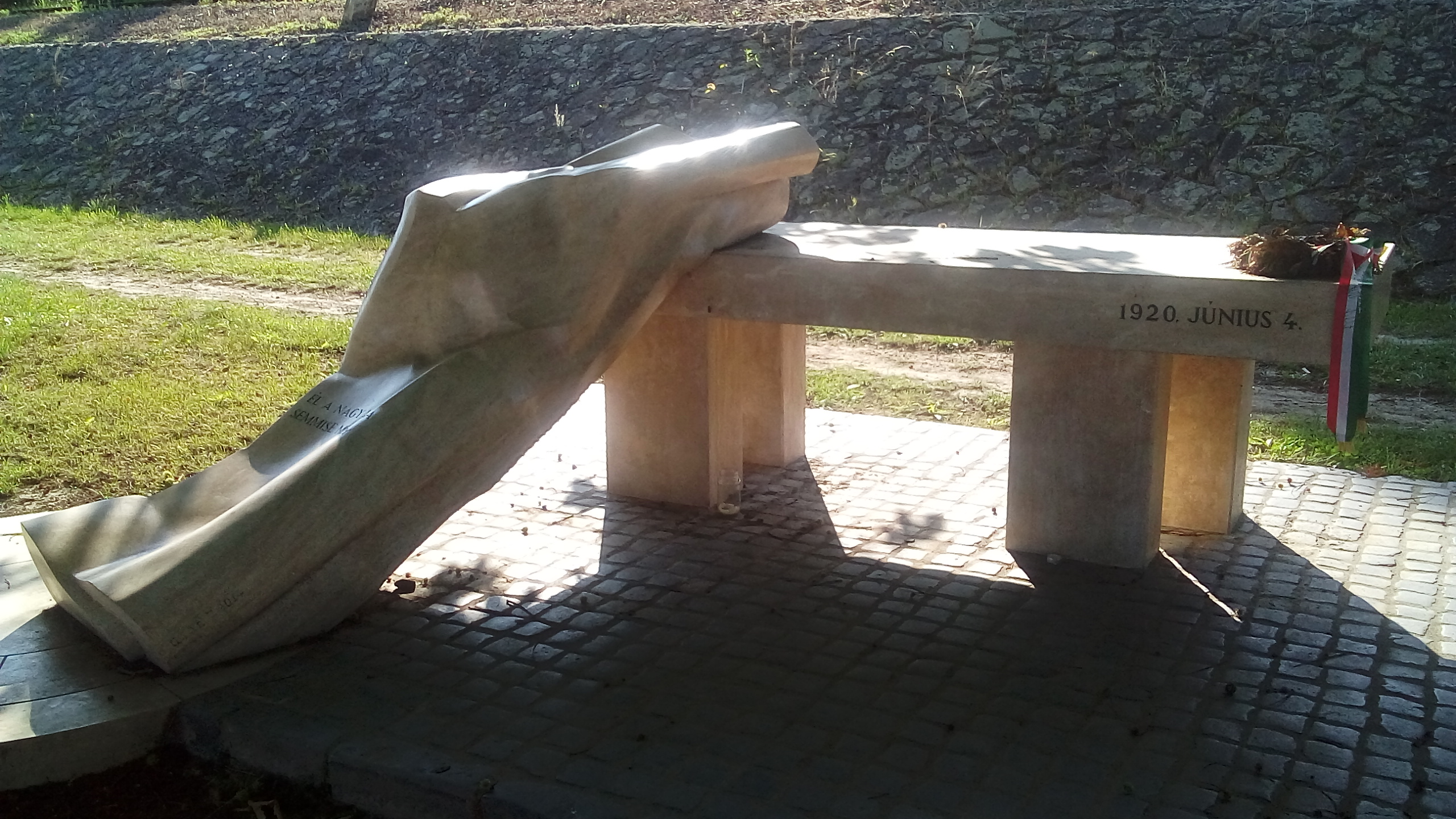
Trianon-emlékmű

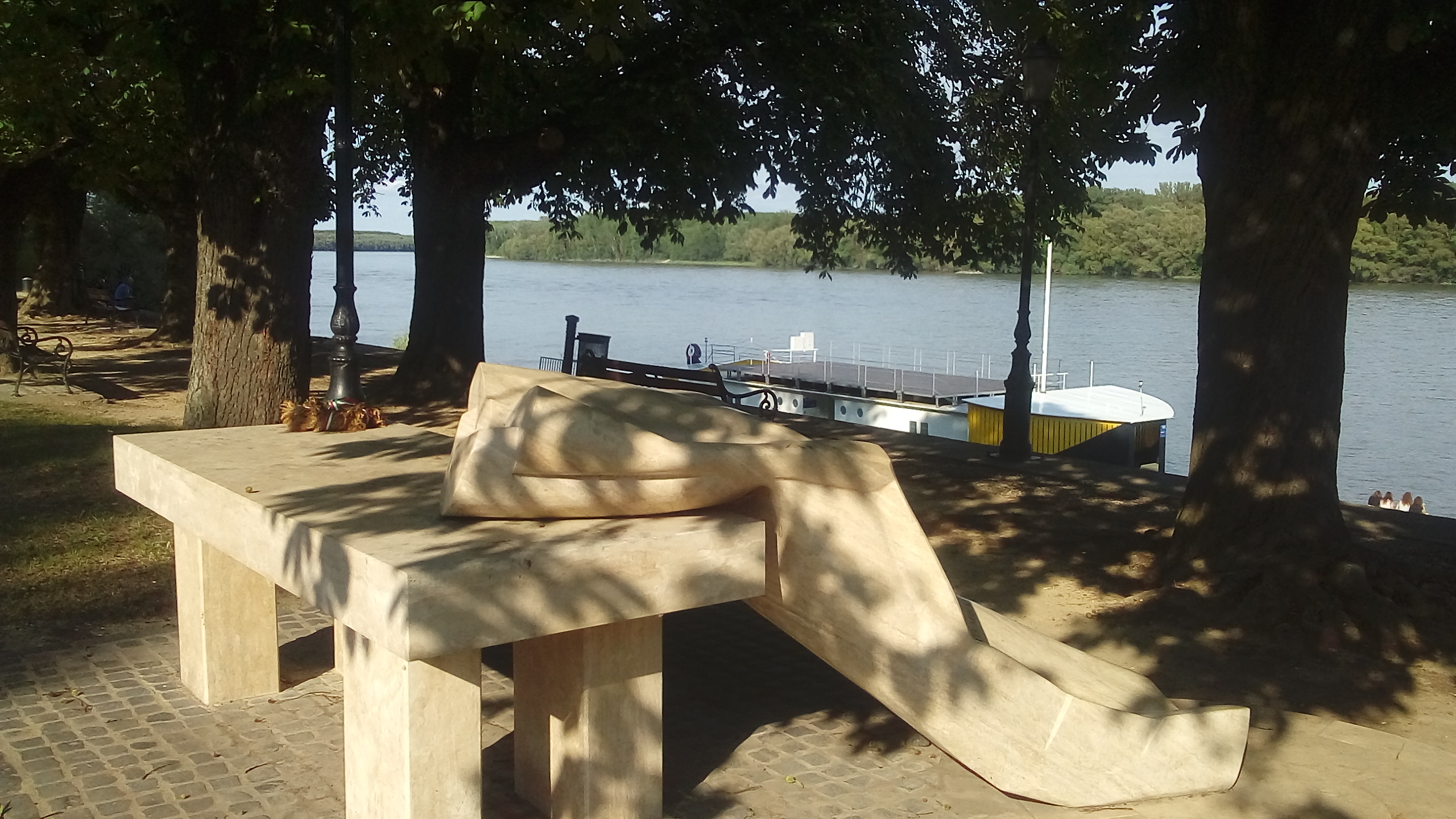
Trianon-emlékmű

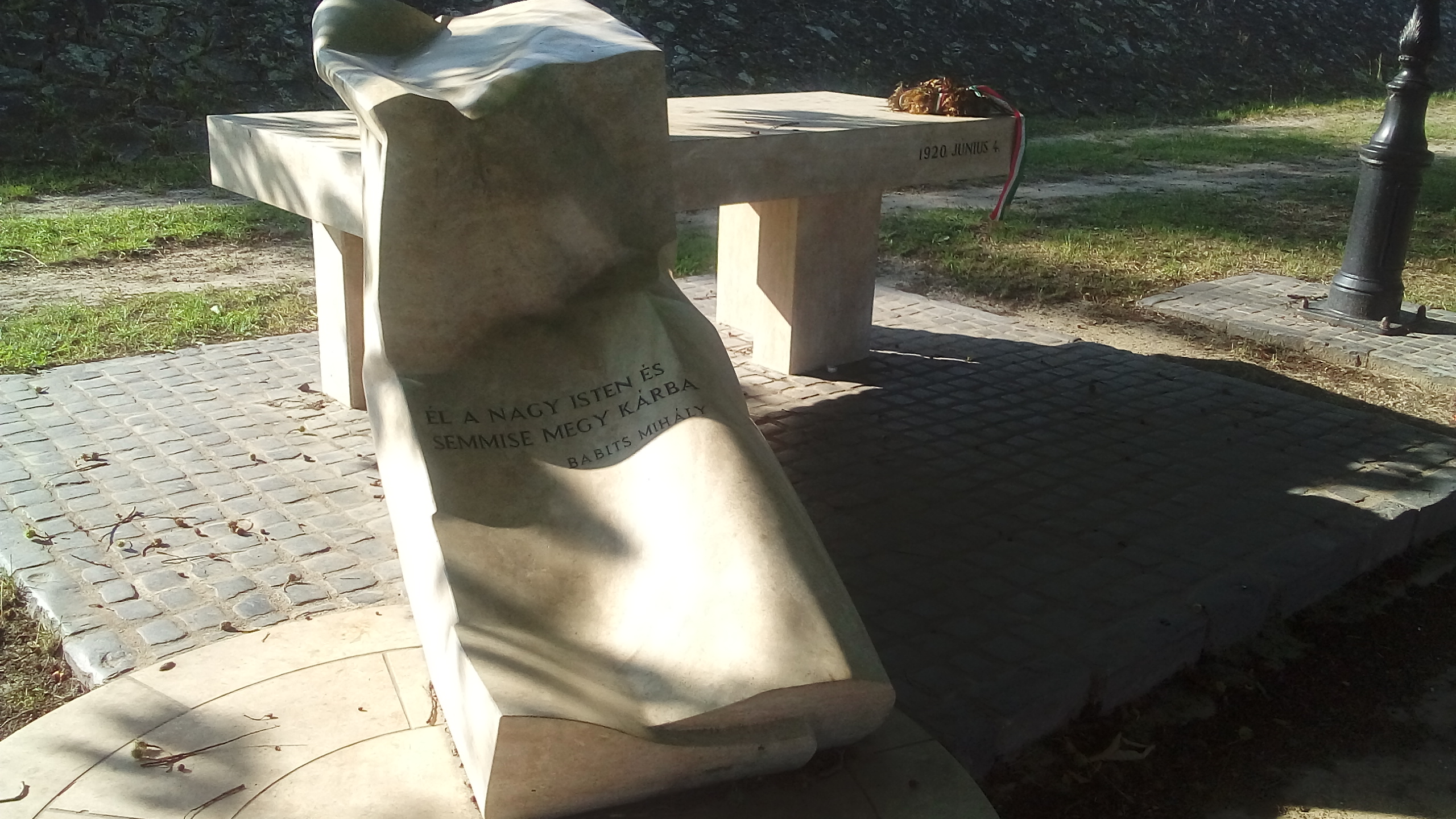
Trianon-emlékmű

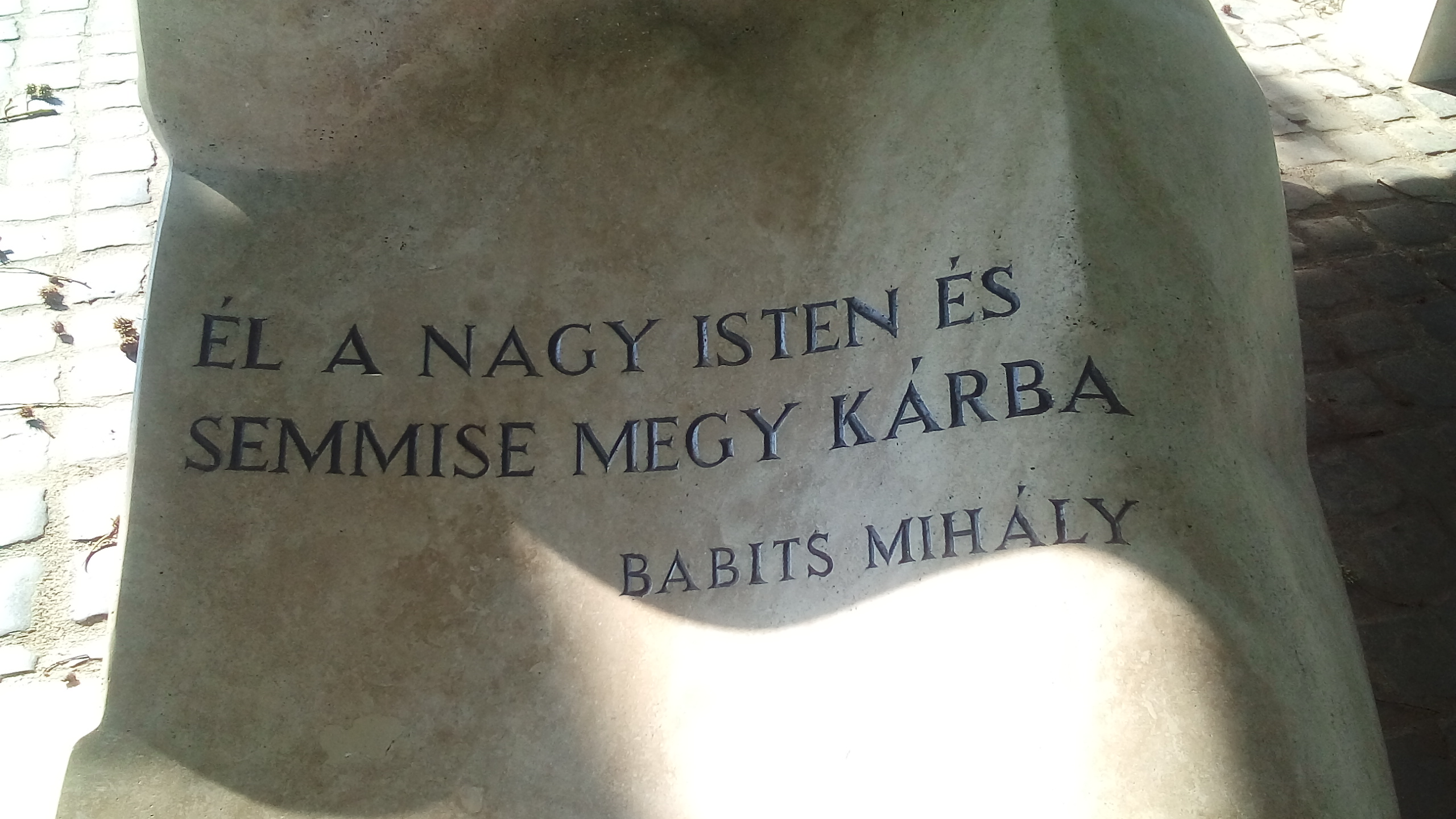
Trianon-emlékmű

Az első világháború területileg nem érintette Paksot, frontvonalak és harcok nem voltak a város közelében, azonban mint minden magyar település Paks is megszenvedte a háború velejáróit.
A magyar városok közül Paks is büszkélkedhetett első világháborús veteránokkal. Közöttük Kern Ferenc neve kiemelkedő, aki egymaga szerzett vissza egy, az ellenség által elfoglalt ágyút.
A várost – akárcsak az ország többi részét – a világháborút lezáró trianoni békeszerződés érzékenyen érintette, mivel délvidéki kereskedelmi kapcsolatait elvesztette.
A kialakuló zűrzavarban a város tisztviselői gyorsan váltották egymást. Semmilyen intézkedés nem volt képes úrrá lenni a kialakuló káoszon, ráadásul a tanácskormány rendelkezései megfosztották vagyonuktól a helyi kiskereskedőket, a parasztok viszont nem kapták meg a beígért földet, így csendes ellenszenv alakult ki a direktórium ellen.
A vörösterror Paksot is elérte. A ludovikások lázadása nyomán 1919 nyarán Tolna megyében is felkelés tört ki a proletárdiktatúra megdöntésére. A Szekszárdról kirendelt vörös alakulatoknak két csendőr esett áldozatául. Ezzel párhuzamosan a Dunán folyami csata alakult ki. A menekülő ludovikásokat itt próbálta meg feltartóztatni a vörös hajóraj. Egy átállni szándékozó hajót elsüllyesztettek, egy másik ludovikás hajó aknára futva megsemmisült.
A vörösterror után a fehérterror is elérte a várost. A bevonuló egységek a paksi kommunista direktórium három tagját kivégezték, Mihalik Gézánét és Wiedemann Antalt a községháza udvarán, egy harmadik személyt, Takács Györgyöt az Imsósi-erdőben.

### A két háború között
A két világháború közötti időszak a világgazdasági válság ellenére a gazdasági fejlődés jeleit mutatta. Bár a szegény, eladósodott parasztcsaládok száma és az elaprózódott birtokok száma nőtt a nagybirtokokkal szemben, a napszámoskodás, a bortermelés, a Sánchegy lábához települő téglagyár megnyitása és a Krausz-Moskovits Egyesült Ipartelepek Rt. (gyümölcsaszaló-szeszfőzde-konzervgyár) megalakulása segített a lakosságnak a helyzet átvészelésében.

### A második világháború Pakson

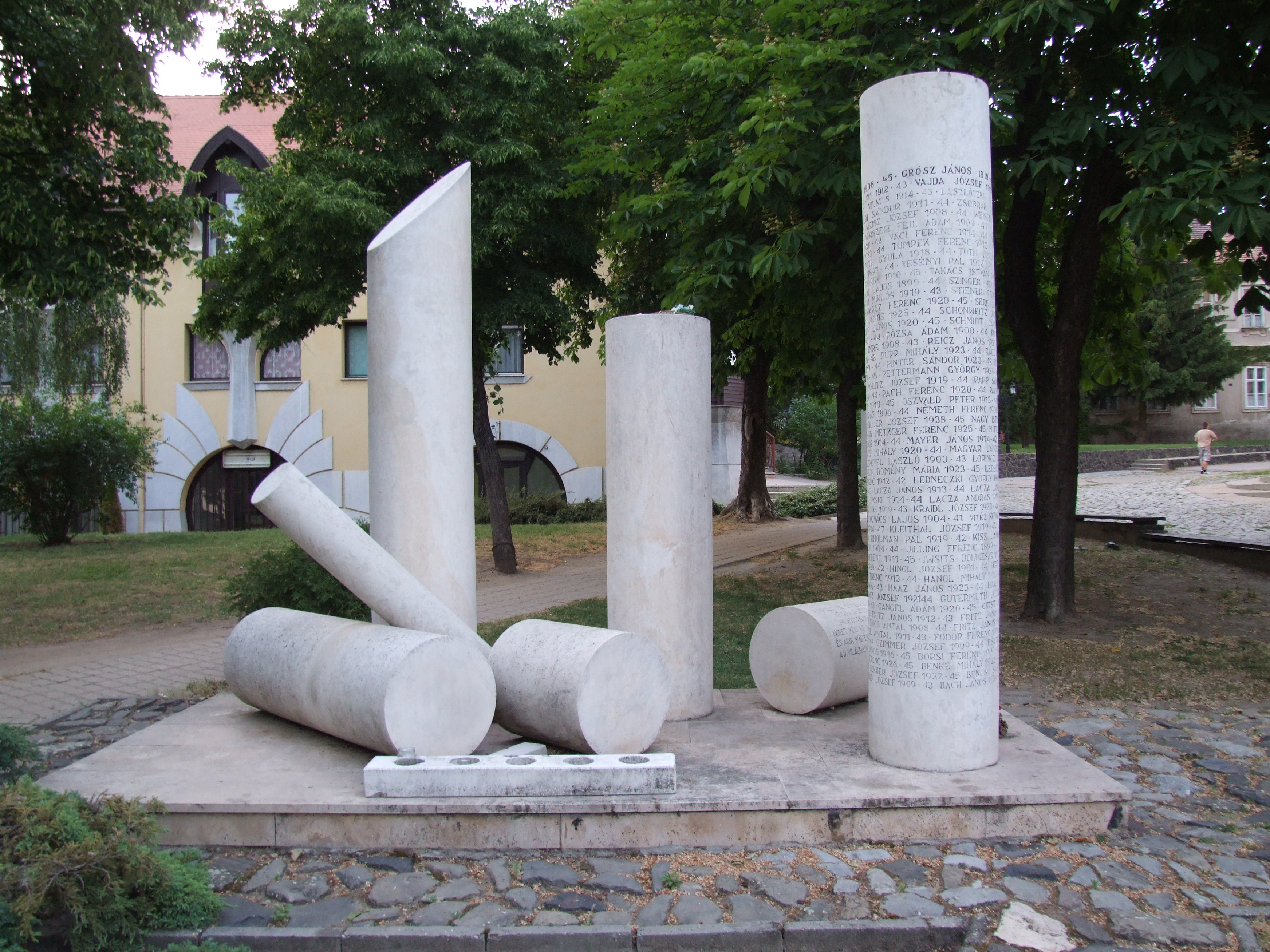
A háborús emlékmű a templom előtt

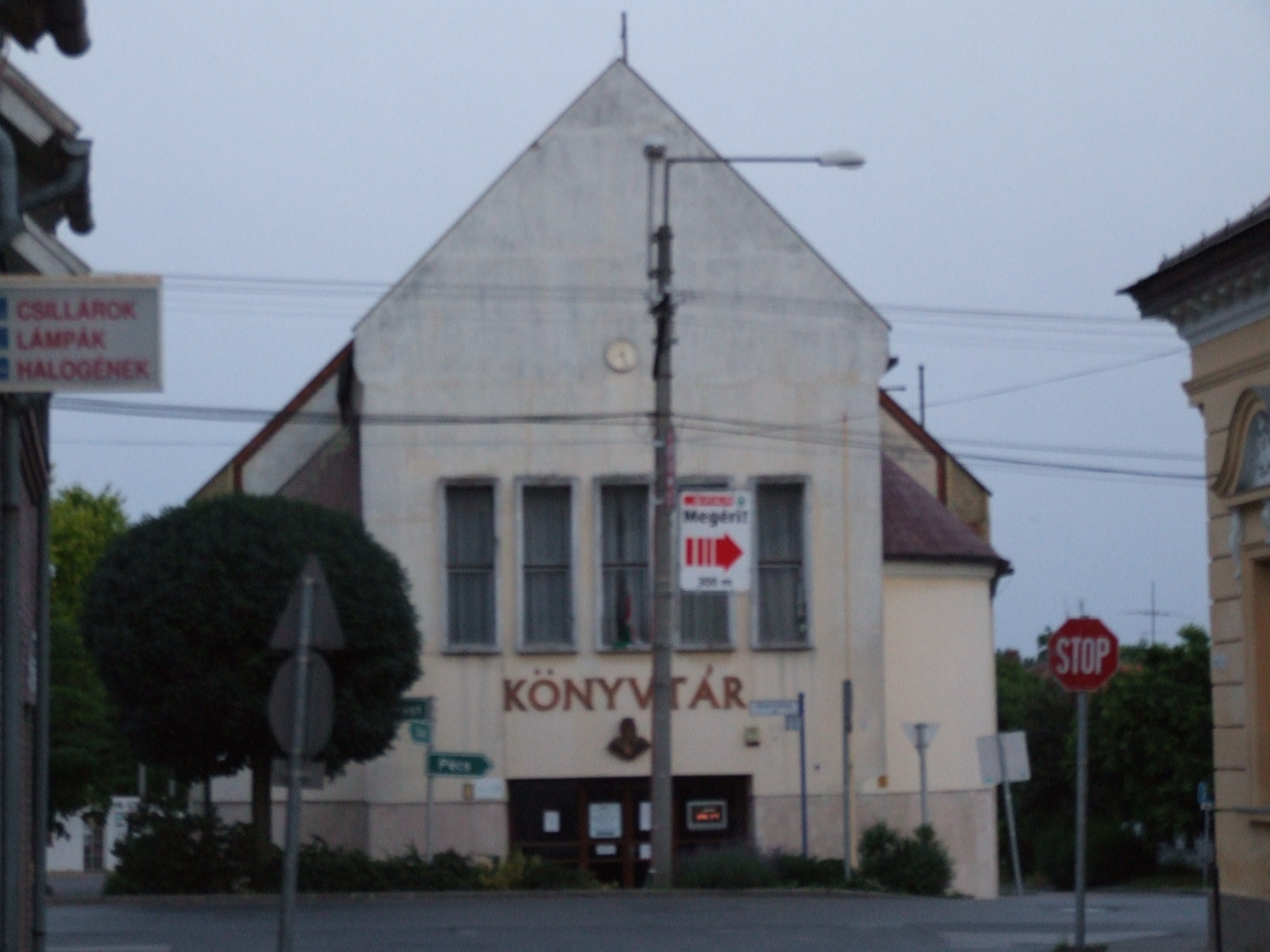
Az egykori zsinagóga épülete ma könyvtár

A Bácskába történő 1941-es bevonulásban és az újvidéki harcokban sok paksi is részt vett.
Később a Don-kanyarba küldött Magyar 2. hadsereg kötelékében nagyszámú helybéli katona került a frontra. Sokan közülük nem is tértek vissza. Nevüket és emléküket a Jézus Szíve Templom előtt álló második világháborús emlékoszlop őrzi.
Német megszállás
A német megszállás is áldozatokkal járt. A felelőtlenül szétszórt robbanótöltetek és a szovjetek ellen a Dunába lerakott aknák több civil halálát is okozták.
Komoly veszteségeket okozott még a holokauszt is. Paksról és a környező falvakból a zsidó lakosságot összegyűjtötték és a paksi zsinagóga (ma könyvtár) és az egykoron mögötte állott zsidó iskola (ma piactér) és a Villany utca (az itteni első villanytelepről kapta nevét) területén létesítettek gettót. Majd a későbbiekben innen szállították őket az auschwitzi koncentrációs táborba, illetve néhányukat onnan a Walldorf (Werra) melletti munkatáborba.
A zsidók jogainak korlátozásáról 1944. március 22-én született jegyzőkönyv, amely 8 pontban szabályozta a zsidók életét:
1. Este 6 és reggel 7 óra között utcán nem tartózkodhattak.
2. 10×10 cm átmérőjű sárga csillagot kellett viselniük és
3. 5–8 cm nagyságú betűkkel ki kellett írniuk üzletük falára, hogy Zsidó üzlet, Judengeschäft.
4. A zsidó felekezet vezetőinek listát kellett készíteniük a híveikről. Minden családfő délután 4 órakor köteles volt jelenteni a hitközség vezetőjénél hol tartózkodnak családtagjai. A változást a hitközségek vezetői kötelesek voltak jelenteni minden nap délután 5 órakor a német parancsnokságon.
5. Zsidó semmilyen tömegközlekedési eszközt (hajó, vonat stb.) nem használhatott.
6. Minden zsidó kereskedő köteles volt leltárt készíteni ingóságairól. Aki ezt elmulasztotta volna, az a jegyzőkönyv szerint a fejével volt felelős.
7. A dokumentumban szerepel még, hogy amennyiben egy közösségi vezető szegte volna meg a szabályzatot, annyiban 100 zsidó kivégzését helyezte volna kilátásba a parancsnok.
8. Továbbá az Obersturmführer figyelmeztette a zsidókat a rendeletben, hogy tartózkodjanak a feketepiac gyakorlásától.

A rendeletet aláírta dr. Arany szolgabíró, Altmann Simon ortodox zsidó hitközségi vezető, Steiner Gyula ortodox zsidó hitközségi vezető, Horváth István neológ zsidó hitközségi vezető, illetve Mösslacher (Müsslacher?) s.k. SS Obersturmführer.
A lakosság közül többen nem nézték jó szemmel az eseményeket. 1944. június 15-én névtelen levél érkezett az alispánságra. A levélben ez áll:
Azon tiszteletteljes kéréssel fordulok a Méltóságos Alispán Úrhoz, én, mint magyar keresztény lakos, nem nézhetem azt a kegyetlenkedést, melyet 3 detektív visz végbe a paksi gettóban a zsidókkal. Ütik-verik őket, azután hideg vízbe mártják kezüket, hogy ne lássék meg az ütés. Majd a verés után nyilatkozatot kell adni nekik arról, hogy nem bántották őket. Mély tisztelettel kérem a Méltóságos Alispán urat, intézkedni szíveskedjék, mert a nemzeti szocialista Magyarországon ilyesmi nem történhetik meg, és ez nemcsak a zsidók, de mi köztünk, magyarok között is nagy megdöbbenést keltett ilyen inkvizíció.
Kérésünk elintézését mély tisztelettel kérjük
A háború után néhányan visszatértek, az 1960-as években még álltak a főutcán zsidó üzletek. A vissza nem tértek emléktábláját a paksi zsidó temetőben lehet megtalálni.
Frontharcok és szovjet megszállás
A szovjet hadsereg 1944. december 1-jén vonult be a városba, amit két frontos ostrom előzött meg. A szovjet csapatok a Duna túlpartjáról lőtték a várost, több civil megsebesült, egy éppen a fodrászszalonban ülő lánnyal egy a túlpartról érkező golyó végzett. Maga a várost elfoglaló sereg délről érkezett. A bevonuló szovjet katonákat egy magyar alakulat Csámpánál próbálta meg feltartóztatni, ám a túlerő láttán a csapat, hogy az életét menthesse, szétszéledt. Szerencsére sokan el tudtak menekülni. Csámpát feldúlták a szovjetek, a férfi lakosság elmenekült, a nők elbújtak. Az ellenállás még így sem szűnt meg. Egy idős bácsi, akinek a lovát akarta elrabolni egy katona, átvágta annak torkát, és elrejtette a holttestét.
Magát Paksot kettős védelmi vonal vigyázta. Azon az útszakaszon, ahol ma a gimnázium áll, húzódott az egyik rendszer. Homokzsákok mögött felfegyverzett honvédek álltak, akiknek a bevonulás során sikerült lelőniük egy orosz katonát. Megtorlásul az Újvárosból 1944. december 2-án délután két civil férfit (Tapodi Vendel és Németh András) hurcoltak el a csámpai útra, s lőttek agyon a szovjetek. A második védelmi vonal a Sánchegyen húzódott. Ez egy többszintű lövészárokrendszer volt, de a túlerő miatt a magyar katonák kénytelenek voltak ezt is hátrahagyni.
Az emberek a megszállást követően nem mertek az utcára menni. Az udvar hátsó kerítésén lyukat vágva, a kertszomszédokon keresztül közlekedtek a városban. Akit az utcán elkaptak, azt málenkij robotra vitték a Szovjetunióba. Sokakra várt ez a sors. A szovjetek ezután szisztematikusan kirabolták a házakat. Főként karórát, fényképezőgépet kerestek. Még szerencsés volt, akinek csak az óráját rabolták el, de életét meghagyták. Ezután észak felé vették útjukat, Dunaföldvár irányába.
Mivel a front 1944 telén 30 km-re a várostól állt meg, időlegesen Pakson rendezték be a 3. Ukrán Front parancsnokságát, ez időben Tolbuhin marsall is itt szállt meg.
1947-ben Paksról és környékéről is telepítettek ki helyi németeket, összesen 115 főt, köztük Stenger Pált (1925–2008), aki a későbbiekben Reichertshofenbe került, majd hazatérve megszervezte a két település között a testvérkapcsolatot.

### A második világháború után
A második világháború utáni korszakban is az állandó előrelépés iránti igényt láthatjuk. Az államosított Konzervgyár lett Paks egyik legjobban fejlődő ipari létesítménye, mellette azonban sok más mezőgazdasági, ipari és szolgáltatási szövetkezet is létrejött.
A főbb utcák, terek megkapták Marx, Lenin, Tolbuhin stb. nevét, az 1970-es évek végéig kialakított közterületek meg a magyarországi-paksi vörös múlt emblematikus személyei, eseményei nevét (Rajk, Ságvári, Wiedemann Antal|, Április 4., November 7. stb.). Ezek nagyobbrészt csak 2013-ban tűntek el, a 2011-es törvény nyomán.
Természetesen a Rákosi-diktatúra ezt a települést sem kerülte el. Több értelmiségi is a recski kényszermunkatáborba került, illetve az egyik helybéli nyelvtanárnő (később orosz műfordító és dr.) Tarisznyás Györgyi belekeveredett a hírhedt Rajk-perbe. Hat évet ült börtönben, hamis vádak alapján. Rajk László végig tagadta, hogy köze lehetne az ügyéhez. Az ügy részleteire hivatalosan sosem derült fény, az ÁVH 1959-ben és 1961-ben megsemmisítette az iratokat. A per másik paksi mellékszereplője dr. Klein Antal egykori földbirtokos, kisgazdapárti országgyűlési képviselő volt.

### 1956 ősze Pakson
Az 1956 őszén Magyarországot elöntő forradalmi változások szele Paksot is elérte. A vidék népe, így a paksiak sem követeltek véres leszámolást. Az elnyomott nemzeti értékek, jelképek és a nemzeti büszkeség elvesztése miatt érzett harag a kommunista jelképek (vörös csillag, Rákosi-címer, szovjet emlékmű) és a diktatórikus gazdasági és közigazgatási intézmények ellen ösztökélte az embereket. A lakosság, a parasztság életét megnyomorító intézkedéseket (főleg a begyűjtés) eltörlését követelve vonult az utcára. Feldúlták, és utcára szórták a beszolgáltatási nyilvántartásokat, az adóíveket, az ingatlan-nyilvántartási iratokat, megsemmisítették vagy kiosztották a munkahelyek személyi nyilvántartásának adatlapjait. A diákság az orosz nyelv oktatását sérelmezte.
A paksi tüntetéseken a következők hangzottak el:

1. A szovjet hadsereg azonnal vonuljon ki az ország területéről!
2. Az új magyar kormány a rend helyreállítása után azonnal tűzzön ki szabad választást, több párt részvételével!
3. A Szovjetuniótól teljes politikai és gazdasági függetlenséget!
4. Március 15-ét és október 23-át nyilvánítsák nemzeti ünnepnek!
5. Sajtó-, gyülekezeti- és szólásszabadságot!
6. Teljes amnesztiát a szabadságharcban résztvevőknek!
7. Szervezzék át a belső rendbiztonsági szervet a volt ÁVH részvétele nélkül, a nép érdekeinek megfelelően!
8. Vonják felelősségre a nép elnyomásában közreműködött személyeket!
9. Vizsgálják felül a külfölddel kötött kereskedelmi egyezményeinket és az országra kedvezőtleneket bontsák fel!
10. Szüntessék meg a normarendszer helytelen vonatkozásait!
11. Új parasztpolitikát követelünk!
12. Szabadságharcunkban hősi halált haltak hozzátartozóinak nyújtsanak államilag anyagi támogatást!
Október 27-én este 1500-an gyűltek össze a községháza előtt, ahol értelmiségiek egy csoportja röpiratokat osztogatott. A rendőrség a tüntetést fegyverrel oszlatta szét.
Másnap megalakult a Nemzeti Bizottság, amely gondoskodott a helyi nemzetőrség felszereléséről, ami mindvégig biztosította a forradalom vér nélküli lefolyását Pakson.
A forradalom leverése után Tuba János nemzetőrparancsnokot 3 év 8 hónap börtönre ítélték, amit a bíróság másodfokon 11 hónapra csökkentett.
Schmalcz Ádám Gyula 1 év 6 hónapot, míg Koch Frigyes 2 év 6 hónapot kapott. Ezenkívül 10 főt internáltak 8 hónaptól 1 évig terjedően. A 3 hónapnál rövidebb ideig tartó internálásokhoz nem volt szükséges bírói végzés, így azokról nem maradt adat.
A forradalom emlékét Paks lakossága a mai napig szívében őrzi. Az áldozatokra a Városi Múzeum udvarán Juhos László alkotása emlékeztet.

### Az Atomváros
1967 őszén megszületett a kormányhatározat az első magyarországi atomerőmű építéséről, amely a Duna és Csámpa-puszta között fekvő (hajdan Magyari-puszta) területet jelölte ki helyszínnek. 1969-ben megkezdődtek az erőmű tereprendezési munkálatai. Jánosy György akadémikus javaslatára megvárták az újabb reaktortípust, ami pár évvel elhalasztotta a munkálatokat. Az erőmű majdani dolgozói számára az 1973-tól épülő kishegyi lakótelepen 1974-ben már álltak az első sorházak. A homlokzatukon tulipánmotívumokkal díszített panelházak a különlegességük miatt viták tárgya lett a korabeli építész szakma és a politikai vezetés körében. A városban 1982-ig több mint 2 ezer, többségében vállalati bérlakás épült fel. 1975. október 3-án került sor az erőmű alapkőletételére. Az 1978 végi várossá válás döntő tényezője az Atomerőmű felépítése volt. 1982. december 28-án indult meg a kísérleti áramtermelés az első blokkban. A negyedik blokk 1987 augusztusára készült el, ezzel az erőmű építése gyakorlatilag befejeződött.
A város etnikai képe ma már teljesen mást mutat. Az egykoron nagy számú német lakosság mára abszolút kisebbséget alkot, a kitelepítések és az asszimiláció következtében. 2001-ben 330-an vallották magukat németnek, ez a város lakóinak 1,6%-a, azonban az általános iskolákban még mindig vannak német nemzetiségi osztályok, és német nemzetiségi önkormányzat is működik a városban. Ebben az erőmű betelepítésekor ideköltözött német házastársak is részt vesznek.
Az erőmű megépítése Paksot az ország legdinamikusabban fejlődő településévé tette. Olyan szolgáltatási ágak jelentek meg, amelyek korábban elképzelhetetlennek tűntek egy ilyen kis település számára; az 1978-ban épült művelődési házban színház-moziterem, külön közvetítői toronnyal és melléképületekkel rendelkező sportpályák, új, modern eszközökkel ellátott egészségügyi létesítmények és egyéb közösségi intézmények.

### Érdekességek
2010. július 17-én itt mérték az év országos legmagasabb hőmérsékleti értékét, 36,8 °C-ot.

## Politika, közigazgatás

### Közigazgatás

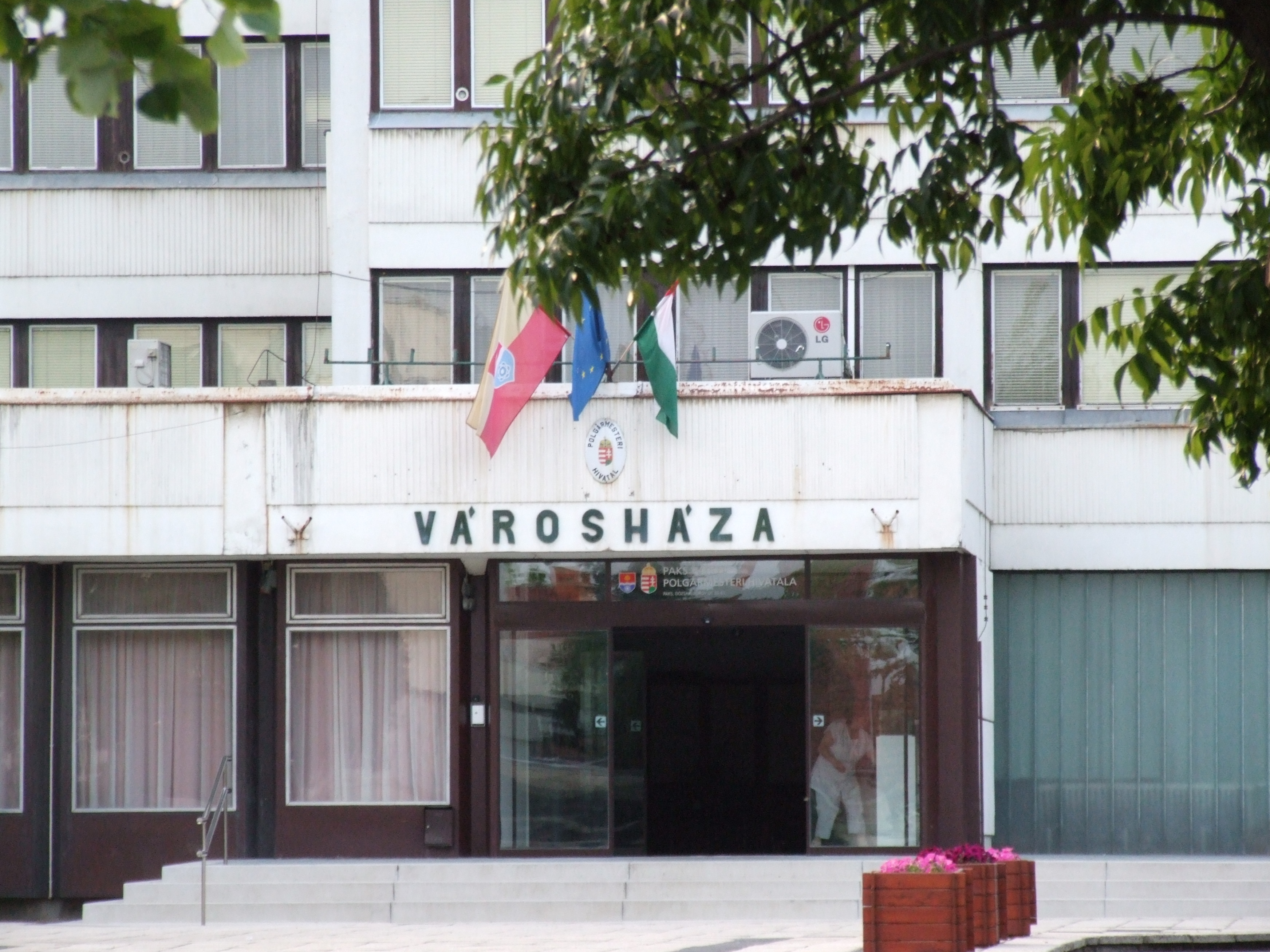
A városháza bejárata

A város régóta jelentős szerepet játszott a térség életében. A 19. század végétől a Dunaföldvári járás székhelye volt, amelyet az 1950-es járásrendezéstől megszűnéséig, 1983-ig Paksi járásnak neveztek. Ezt követően változatlan területtel a paksi városkörnyék, a Paksi kistérség központja is. Ma ismét járási centrum.
A város problémáinak megoldását önkormányzati bizottságok segítik, ebben nemcsak a képviselők, hanem civilek is részt vehetnek.
Az önkormányzatban 7 bizottság működik, ezek a pénzüggyel, építészettel, gazdasággal, oktatással, kultúrával, környezetvédelemmel, mezőgazdasággal, egészségüggyel, szociális ellátással, sporttal, esélyegyenlőséggel és a fiatalokkal foglalkoznak. Továbbá külön településrészi önkormányzat működik, ami Dunakömlőd ügyeivel foglalkozik és külön közös településrészi önkormányzata van a külső városrészeknek is.
A város a képviselő-testület megválasztásának céljából 10 önkormányzati választókerületre oszlik.

### Városvezetés
| Időszak   | Név            | Jelölő szervezet(ek)                   | Megjegyzés                              |
| --------- | -------------- | -------------------------------------- | --------------------------------------- |
| 1990–1994 | Bor Imre       | ismeretlen                             |                                         |
| 1994–1998 | Herczeg József | független                              |                                         |
| 1998–2002 | Bor Imre       | Fidesz-MPP-MDF-SZDSZ-Paksi Polgári Kör |                                         |
| 2002–2006 | Hajdú János    | Polgári Összefogás                     |                                         |
| 2006–2010 | Hajdú János    | Fidesz-KDNP-Kisgazda Polgári Egyesület |                                         |
| 2010–2014 | Hajdú János    | Fidesz                                 |                                         |
| 2014–2017 | Süli János     | Néppárt                                | hivataláról lemondott                   |
| 2017–2019 | Szabó Péter    | Fidesz-KDNP                            | Időközi választás: 2017. szeptember 10. |
| 2019–2024 | Szabó Péter    | Fidesz-KDNP                            |                                         |
| 2024–     | Heringes Anita | Paksi Deák Ferenc Egyesület            |                                         |

### Országgyűlési képviselők
- Figler János 1990–1994 (MDF)
- Sződi Imre 1994–1998 (MSZP)
- Tóth Ferenc (Fidesz–KDNP) 1998–2014
- Hirt Ferenc (Fidesz-KDNP) 2014–2018[29]
- Süli János (Fidesz-KDNP) 2018 óta

### Jelképek

#### Címer
Az egyszerű pajzsalakot középen a Dunát jelképező ezüstszínű, vízszintes hullámos pólya osztja két részre.
A felső rész bíborvörös, középen az ősi paksi Rátót nemzetséget jelképező, stilizált aranyszínű hársfalevéllel.
Az alsó, kék mező közepén az ezüst színű stilizált atommodell az atomenergia békés felhasználására utal.

#### Zászló

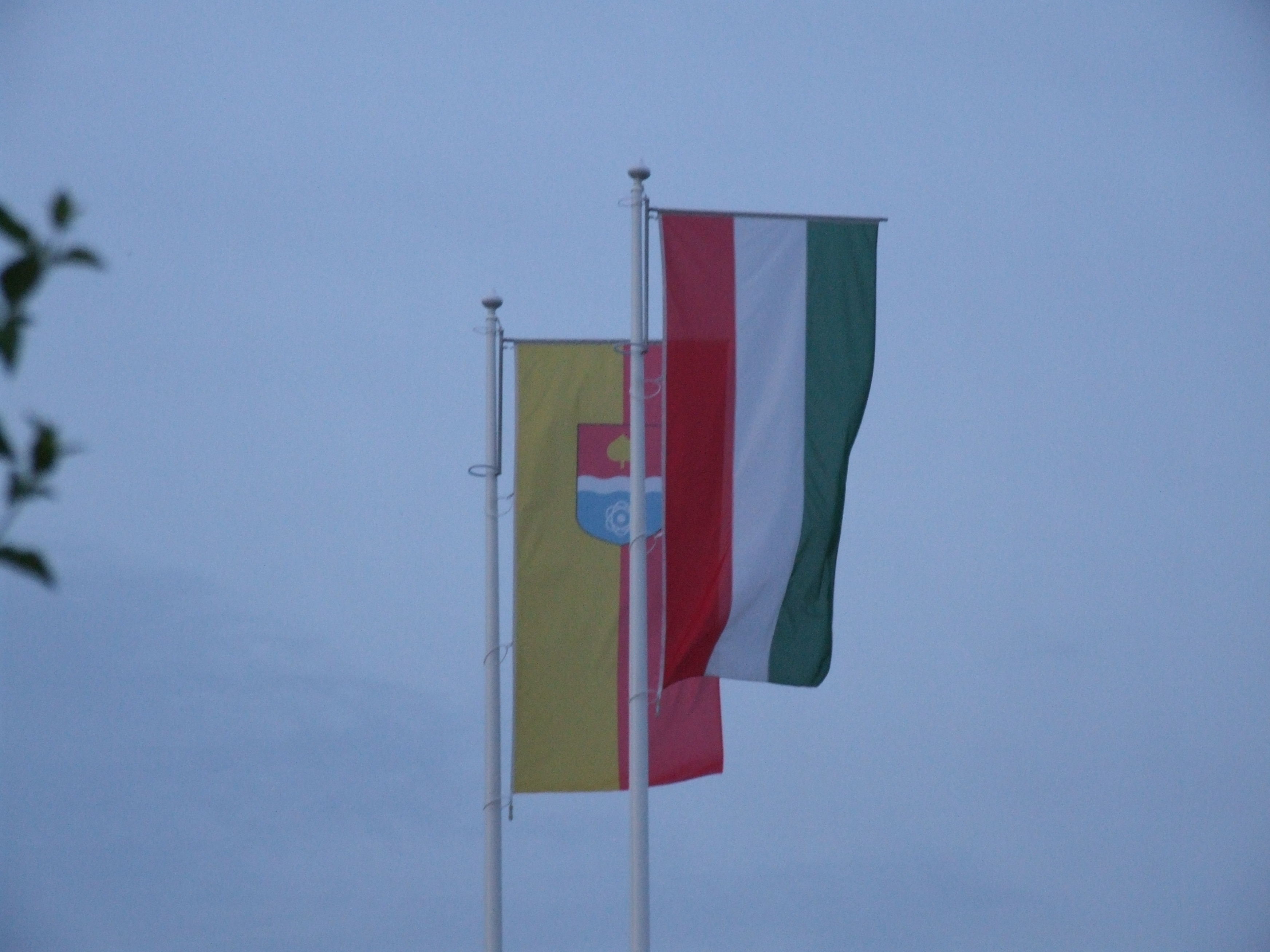
A magyar és a paksi zászló a Gárdonyi-kilátó tetején

Színe óarany és bíborvörös. Középen kettéosztott, jobb oldalon bíborvörös színű, bal oldala óarany (vízszintes helyzetben felül óarany, alul bíborvörös). A zászló vége aranyrojt-díszítésű.
Alakja álló téglalap, oldalainak aránya 2:1.

## Demográfia

### A népesség változása
A török időkben az állandó harcok és a folyamatos gazdacsere rendkívül megritkította a település lakosságát, amihez hozzájárult az is, hogy a török háborúk lezárulta után kirobbanó Rákóczi-szabadságharc sem kerülte el a térséget. Ezután a folyamatos fejlődéssel együtt járt a nagy arányú népességnövekedés, egészen az első világháború kitöréséig, amikor is Paks – más magyar városokhoz hasonlóan – rengeteg férfilakost veszített el.
A két háború között ismét növekedésnek indult a lakosságszám, de a második világháború óriási veszteségeket okozott a városnak. A német megszállás a zsidó lakosságot tüntette el, majd a szovjet bevonulás a város többi lakóját sújtotta, a háború utáni kitelepítések során pedig a német lakosságot hurcolták el.
A népességcsökkenést az erőműépítés állította meg, és a város népessége rövid időn belül megkétszereződött. Az 1990-es években, éppúgy, ahogy országosan is, megindult a népesség fogyása. Ezt az utóbbi időben a jó munkalehetőségek ellensúlyozni tudták és a 2007-es adatok szerint beindult a születések számának növekedése is.
| Év                                                     | Lakosok száma | Városfejlődés periódusa            |
| ------------------------------------------------------ | ------------- | ---------------------------------- |
| 1573                                                   | 2000–3000     | török hódoltság                    |
| 1720                                                   | 860           | Rákóczi-szabadságharc után         |
| 1783                                                   | 4146          | a század közepi betelepítések után |
| 1811                                                   | 6056          | a 19. század eleje                 |
| 1829                                                   | 6490          | reformkor                          |
| 1852                                                   | 8294          | Az 1848–49-es szabadságharc után   |
| 1869                                                   | 10 317        | A kiegyezés után                   |
| *a helybéli nemesség korabeli összeírására támaszkodva |               |                                    |

| Év   | Lakosok száma | Városfejlődés periódusa |
| ---- | ------------- | ----------------------- |
| 1870 | 11 720        | Dualizmuskori fejlődés  |
| 1880 | 12 596        | Dualizmuskori fejlődés  |
| 1890 | 13 486        | Dualizmuskori fejlődés  |
| 1900 | 13 828        | Dualizmuskori fejlődés  |
| 1910 | 14 587        | Dualizmuskori fejlődés  |
| 1920 | 14 135        | I. világháború          |
| 1930 | 14 090        | Két háború között       |
| 1941 | 14 087        | II. világháború         |
| 1949 | 13 763        | Háború utáni időszak    |
| 1960 | 13 795        | Kádár-korszak eleje     |
| 1970 | 14 051        | Atomerőmű-építés        |
| 1980 | 16 320        | Atomerőmű-építés        |
| 1990 | 19 753        | Üzemelő atomerőmű       |
| 2001 | 21 178        | Üzemelő atomerőmű       |

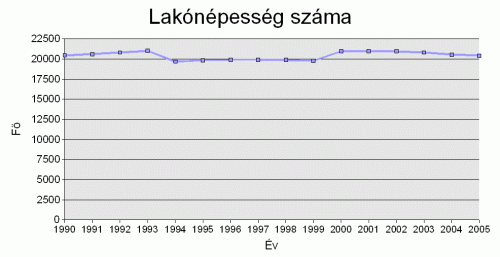
Paks népességének alakulása 1990 óta

A következő táblázat Paks népességének alakulását mutatja be 1990-től:
| Év   | Lakosok száma | Születések száma |
| ---- | ------------- | ---------------- |
| 1990 | 20 450        | 310              |
| 1991 | 20 607        | 266              |
| 1992 | 20 810        | 255              |
| 1993 | 21 022        | 246              |
| 1994 | 19 679        | 217              |
| 1995 | 19 838        | 262              |
| 1996 | 19 899        | 223              |
| 1997 | 19 899        | 230              |
| 1998 | 19 875        | 212              |
| 1999 | 19 782        | 204              |
| 2000 | 20 977        | 203              |
| 2001 | 20 954        | 179              |
| 2002 | 20 943        | 189              |
| 2003 | 20 811        | 167              |
| 2004 | 20 543        | 165              |
| 2005 | 20 426        | 164              |

* Az, hogy egy azonos évre a különböző táblázatokban más-más adatok szerepelnek, annak tudható be, hogy az év különböző hónapjaiban készültek, de megközelítőleg mindegyik pontos értéket mutat.
| Lakosok száma | 19 481 | 19 387 | 18 788 | 18 224 | 17 417 | 17 827 | 17 917 |
|               | 2013   | 2014   | 2018   | 2021   | 2022   | 2023   | 2024   |

### Népcsoportok
A népszámlálási adatok 329 németről számolnak be, ez számszerűen nem tér el jelentősen az 1941-ben számba vett létszámtól (406 fő), azonban míg a mostani szám csak 1,6%-ot jelent, addig az 1941-es arány mintegy 3,5% volt. 1949-ben mindössze 16 lakos vallotta magát német anyanyelvűnek.
2022-ben a lakosság 89,5%-a vallotta magát magyarnak, 2,2% németnek, 1,2% cigánynak, 0,3% ukránnak, 0,3% ruszinnak, 0,1-0,1% lengyelnek, horvátnak, örménynek és románnak, 3,9% egyéb, nem hazai nemzetiségűnek (9,2% nem nyilatkozott; a kettős identitások miatt a végösszeg nagyobb lehet 100%-nál).

### Vallási élet

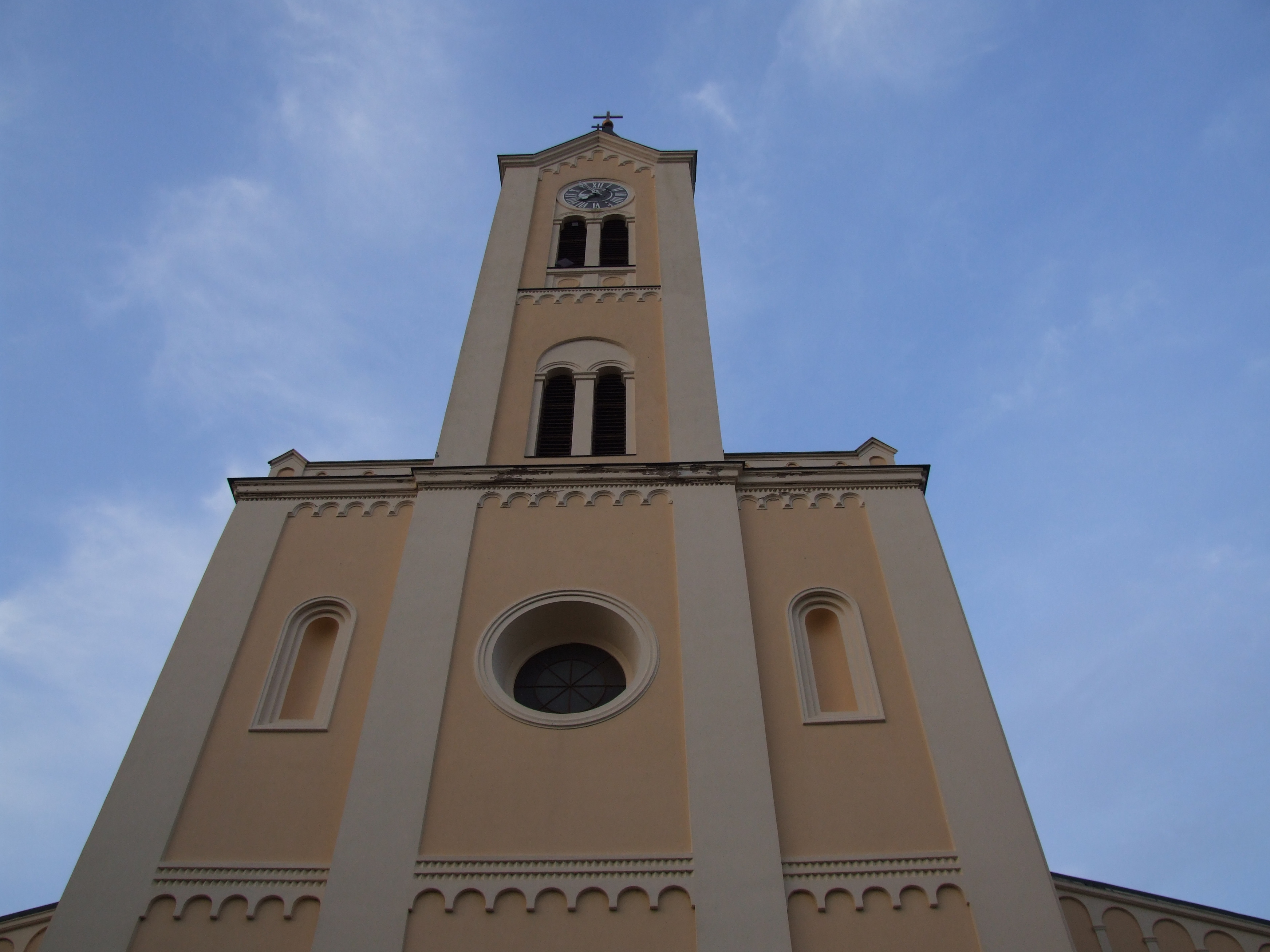
Az újkor szellemiségének megfelelően a katolikus templomot építették a legmagasabbra

A lakosság döntő többsége római katolikus (11 519 fő), de nagy számban élnek itt evangélikusok (2099 fő) és reformátusok (1657 fő) is. Imaházuk van a baptistáknak, közösségi házuk van a városban továbbá a Hit Gyülekezetének, a Magyar Pünkösdi Egyháznak és nazarénusoknak és a Jehova tanúinak. Ezenkívül a 2001-es népszámlálás szerint 7 izraelita is lakik a városban. 3214 lakos semmilyen valláshoz sem tartozik, illetve 1938-an nem válaszoltak, valamint 154 főről nem sikerült kideríteni milyen vallásúak. A más vallás kategóriát 267-en jelölték meg. Összesen 15 549-en tartoznak valamilyen valláshoz.
A katolikusok két, az evangélikusok és a reformátusok egy-egy templommal, míg az egyéb vallásúak egy-egy közösségi házzal rendelkeznek. A városban három katolikus kápolna is található.
- 11 519 fő római katolikus és csak 72 fő görögkatolikus.
- A baptisták és kisfelekezetek létszáma ismeretlen, ugyanis ezen felekezetek tagjait a népszámlálás során egyszerűen csak az egyéb vallásúak kategóriába sorolták.

2022-ben vallásuk szerint a paksiak 31,6%-a volt római katolikus, 7,2% református, 5% evangélikus, 0,3% görög katolikus, 0,3% ortodox, 1,7% egyéb keresztény, 1% egyéb katolikus, 14,1% felekezeten kívüli (38,5% nem válaszolt).

## Gazdaság
A Központi Statisztikai Hivatal (KSH) felmérése szerint 2006-ban Paks az ország 8. leggazdagabb települése volt a személyi jövedelemadó befizetések alapján. Ez azért is kiemelkedő, mert a leggazdagabb nem agglomerációs település is egyben, mivel a listán előtte szereplő helységek valamelyik nagyváros agglomerációs körzetébe tartoznak. 2014-ig Paks önkormányzata, mintegy évi 6 milliárd forintból gazdálkodhatott. Mára duplájára emelkedett a szemétszállítás díja és megvonták a szociális kábeltévé-csomag ingyenességét. Legnagyobb helyi cég az MVM Paksi Atomerőmű.

### Szolgáltatások

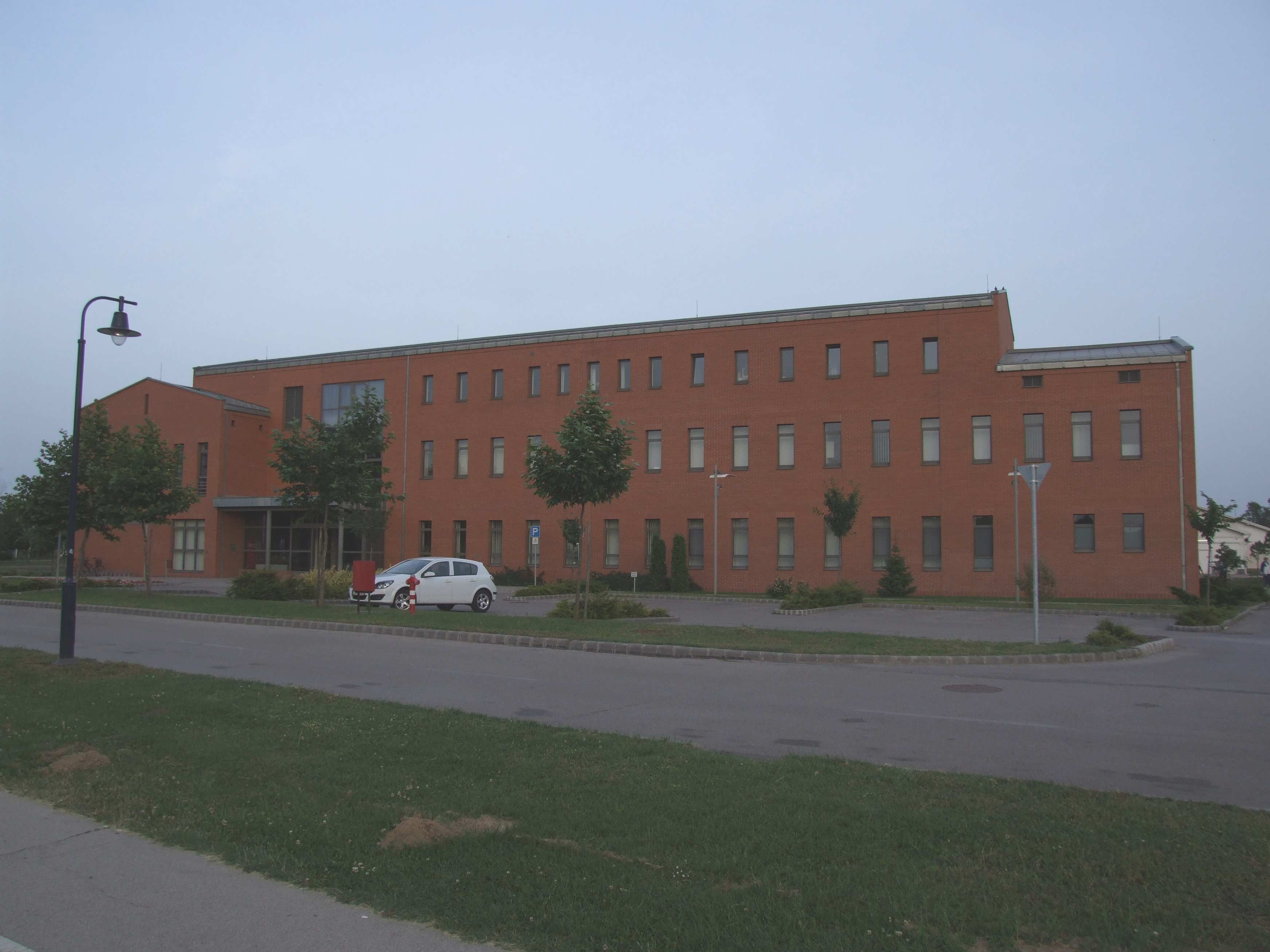
Az új Gyógyászati Központ

Pakson, ahogy egy húszezres városnál általában, található mentő- és tűzoltóállomás, valamint saját rendőrkapitányság. Ezek mellett az erőmű miatt itt kommandósok is ügyelnek a közbiztonságra, továbbá civil önkéntesekből álló polgárőrség segíti a rendőrök munkáját.
Működik a városban Szociális Otthon, Családsegítő és Gyermekjóléti szolgálat, Nevelési Tanácsadó.
A városba érkezők részletes tájékoztatást a Polgármesteri Hivatal turisztikai referensétől kaphatnak.
A Paksra utazók a Duna Hotelben, az Erzsébet Nagy Szállodában, illetve magánszállásokon éjszakázhatnak.
A városban több vendéglátóhely (étterem, pizzéria, büfé) és számos szórakozóhely is működik, ezek jó része a Kishegyi-lakótelepi központban, az Atom téren. TESCO, Lidl, Aldi, két SPAR, Penny, CBA, három Coop-áruház és kedden-pénteken piac szolgálja a vásárlókat.
A főutcán bankok, cukrászdák, áruházak, vegyesboltok, ruhaüzletek, fodrászatok, kozmetikusok és egyéb szolgáltatók találhatók. Gyakorlatilag minden fellelhető.
Bár kórház nincs Pakson, a környék ötvenezres lakosságának egészségügyi ellátása magas színvonalú, mivel az önkormányzat európai közösségi támogatással a 2000-es évek elején komoly összeget fordított az egészségügyi központok felújítására és új szakorvosi rendelőintézet (Gyógyászati Központ) építésére. 2022-ig egynapos sebészet és teljes balneológiai ellátást biztosító gyógyfürdő is működött Pakson. A városban magánrendelések is elérhetőek. 1979-ig, közel negyven éven át járási szülőotthon is működött itt.
A vállalkozások száma az atomerőmű jelenlétéből adódóan, a hasonló méretű városokhoz viszonyítva magas.

## Közlekedés

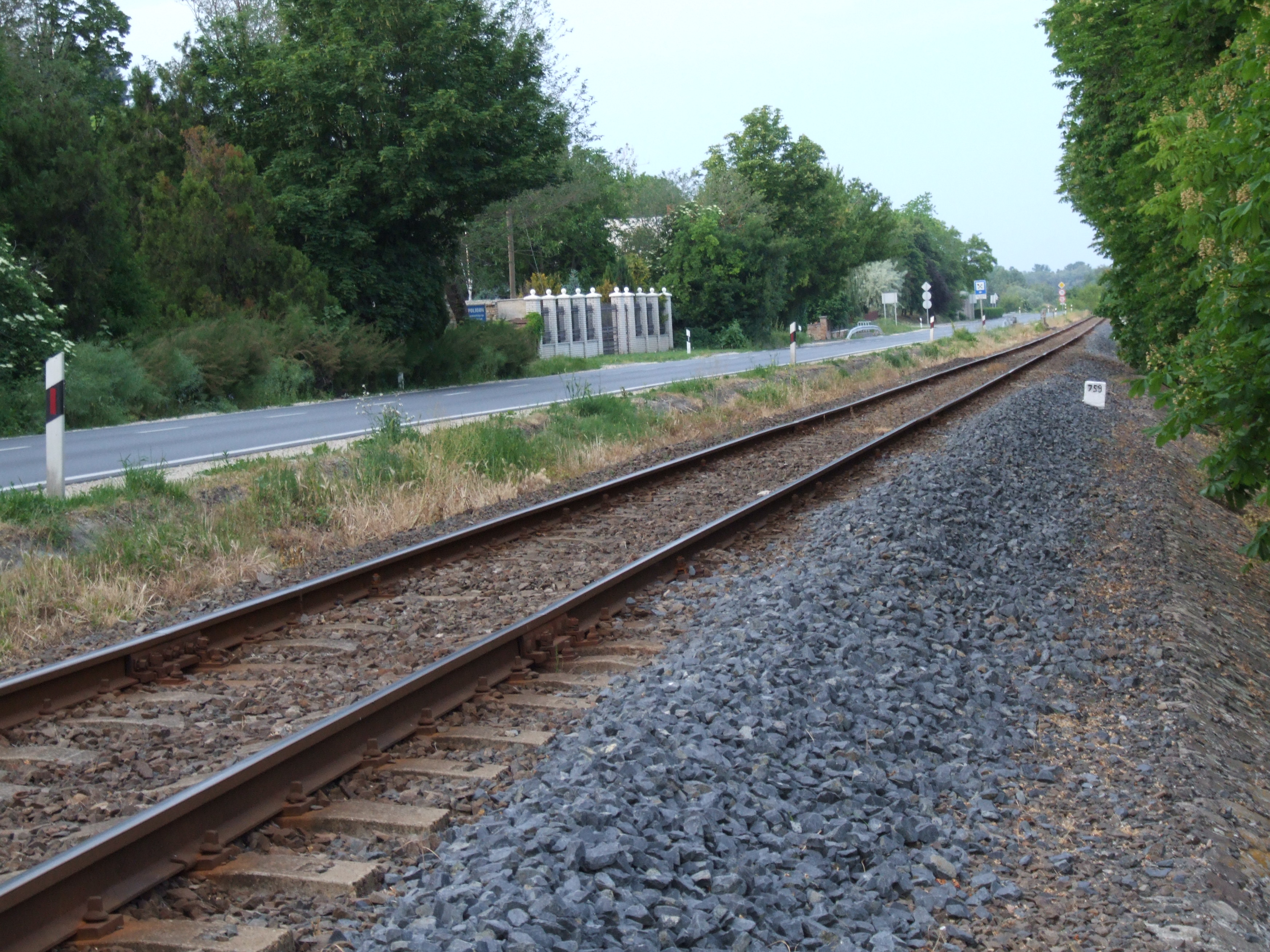
A 6-os főút és a párhuzamosan halad a Duna-parton

Paks közlekedés szempontjából mindig is kedvező helyen feküdt, hiszen már a római kortól kezdődően itt ment a hadiút a Dunán és annak mentén, amit később a törökök is használtak. A 2010. március 31-én átadott M6-os autópálya alig több mint egy órányira csökkentette a fővárosba (vagy onnan Paksra) való utazás időtartamát.
Kerékpár
Pakson kiépítettek kerékpárutat is, amely párhuzamosan a gyalogúttal a város déli végétől indul. A főút mellett halad, majd a gimnáziummal szemben lekanyarodik és egészen a buszpályaudvarig vezet. Kömlődre is tervezik a kiépítését.
Személygépkocsi
A Budapestről Pécs felé tartó 6-os főúton - amely a város mellett párhuzamosan halad a Dunával - lehet északról és délről egyaránt legkönnyebben megközelíteni a várost. Korábban a belvároson átvezető Dózsa György út – Tolnai út vonalon haladt a 6-os út forgalma. 1952-ben került le a Duna partjára, a Dunaföldvári útra. A 2010. március 31-én átadott M6-os autópálya Paks-Észak, illetve Paks-Dél kijáratán keresztül érhető el a város. Nyugatról Kölesd felől (6233-as út), Nagydorog felől (6232-es út), illetve észak-nyugatról (Székesfehérvár-)Cece–Németkér (6231-es út) irányából is könnyen megközelíthető a város, bár e három út minősége messze elmarad a 6-os főútétól. Északi határában ér véget az 5111-es út, amely Dunaföldvártól Bölcske és Madocsa érintésével húzódik idáig. Keleti irányból, Kalocsa felől az 512-es főúton közelíthető meg.
A központban körforgalom segíti a város dugómentes közlekedését.
A Dózsa György út - Tolnai út tengelyt leszámítva még két fontosabb út található, amelyek közül az egyik a lakótelepre vezet, míg a másik a szérűskerti utcák felé, majd kiérve a városból Székesfehérvár irányába halad.
A város a Duna túlpartjáról (Kalocsa felől) a 2024-ben átadott Tomori Pál hídról közelíthető meg a leggyorsabban.
Autóbusz
A Paksra érkező távolsági és helyközi járatok zöme a buszpályaudvarra érkezik, és innen is indul tovább, azonban a városon belül a távolsági járatoknak is több megállóhelyük van. 2021. február elsejétől a helyi autóbuszos személyszállítási szolgáltatást az önkormányzati tulajdonú Paksi Közlekedési Kft. vette át a Volánbusz Zrt.-től, ezáltal Paks az első olyan, megyeszékhelyi és megyei jogú városi ranggal nem rendelkező város, ahol a helyi tömegközlekedést önkormányzati tulajdonú vállalat üzemelteti. A járműállomány 10 darabos teljesen elektromos hajtással rendelkező autóbuszflottából áll: 6 db 12 méter hosszú Solaris Urbino 12 electric és 4 db 8,9 méter hosszú midi Solaris Urbino 8,9 LE electric. Paks lett 2021-ben az első magyar város, amelynek helyi közösségi közlekedését 100%-ban elektromos (zéró emissziós) autóbuszokkal végzik. Az új helyijáratok részben új vonalhálózaton, nagyobb járatsűrűséggel és lefedettséggel közlekednek. Olyan városrészeket feltárva vontak be a szolgáltatásba, ahol korábban nem volt elérhető. Összesen hét viszonylat üzemel, amelyek a következők:
• 1: Gesztenyés utca – Autóbusz-állomás – Dunakömlőd, forduló
• 1A: Gesztenyés utca – Autóbusz-állomás – Anna utca
• 1S: Paksi Ürgemezei Strand – Autóbusz-állomás – Dunakömlőd, forduló
• 2: Autóbusz-állomás – Sportpálya – Gesztenyés utca
• 3: Vegyesbolt – Autóbusz-állomás – Gesztenyés utca
• 3I: Vegyesbolt – Autóbusz-állomás – Ipari Park II.
• 4: Autóbusz-állomás – Nagydorogi útelágazás – Biritópuszta, iskola
Víziút
Vízen a Dunán lehet megközelíteni csónakkal, hajóval a várost. A kompkikötő a Sánchegy alatt található, ahonnan óránként indult járat a túlpartra, Géderlakra, azonban 2025-ben, körülbelül egy évvel a Tomori Pál híd átadása után megszűnt a kompközlekedés.
Pakson található a Koloska Marina Kikötő, a Sygnus Kikötő és a Paksi Közforgalmú Kishajó- és Csónakkikötő bonyolít forgalmat.
Paks és Budapest között 1846–1964 között zajlott menetrend szerinti személyhajó forgalom.
Vasút
Vasúton egy irányból, a 42-es számot viselő, 1896-ban épült Pusztaszabolcs–Paks-vasútvonalon volt megközelíthető a város. A Paksi Atomerőmű építésekor vált szükségessé a Mezőfalva-Paks szakasz átépítése, valamint a nyomvonal folytatása a Duna mentén az erőműig. 1976-ra készült el a vonalhosszabbítás, 1978-ban Paks városa új végállomást kapott új felvételi épülettel, valamint egy megállóhelyet (Paks-Dunapart megállóhely) a város északi részén, az Óváros mellett. A régi végállomást egy ideig Ópaks vasútállomás névre keresztelve használták, de később megszűnt kis utasforgalma miatt. A területén vasúti múzeumot rendeztek be, amely az 1990-es évekig üzemelt, később a járműveket a Magyar Vasúttörténeti Parkba szállították. Az egykori állomásépület (I. osztályú HÉV felvételi épület) magánkézben van, gondosan karbantartva. A vonalon a gyorsvonatpár megszüntetésével elsorvasztották az utasforgalmat, 3 és 1/2 pár személyvonat maradt. Az atomerőmű vasúti kapcsolata miatt azonban országos, nemzetstratégiai jelentőségű, ezen szállítják ugyanis be-ki a technológiai berendezéseket, fűtőelemeket és a sugárzó hulladékot.
A vasútvonalon a 2009/2010-es menetrend életbelépésekor Mezőfalva elágazás-Paks között megszűnt a személyforgalom.
Légi közlekedés
Az Ürgemezőn létezik egy kijelölt helikopter-leszállóhely, ám csak nagyon ritkán használják.

## Oktatás

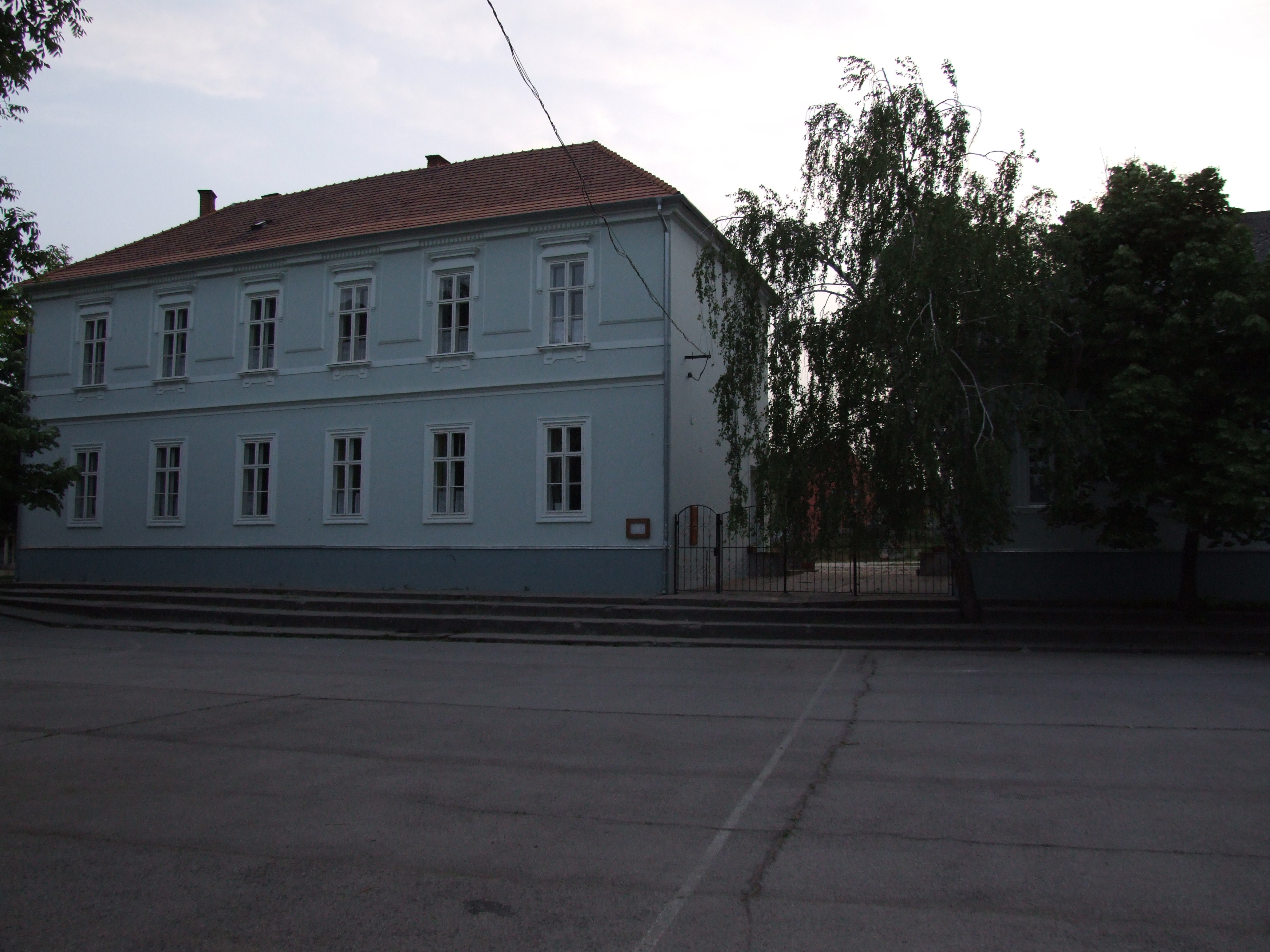
A Balogh Antal Katolikus Iskola és Gimnázium egyik épülete, az egykori Zárda

Bölcsődék A 2010-es évektől már csak az Ifjúsági úti bölcsőde üzemel, mivel a lecsökkent igények miatt a Kápolna utcai bölcsődét 2007-ben bezárták.
Óvodák

Az 1990-es években még 7 különálló óvodája volt a városnak, de sorra összevonták őket, illetve néhányat bezártak. Ma egy óvoda üzemel, amelynek több taglétesítménye van a város különböző pontjain.
Általános iskolák

Az ország 1981 óta tartó folyamatos népességcsökkenése Paksra is érvényes volt. Az erőmű építésének befejeződése is hozzájárult az egyre nagyobb elvándorláshoz, így a gyermekek száma is apadni kezdett. Korábban 4 városi, 1 egyházi és 1 gyógypedagógiai iskola működött a városban, illetve Dunakömlőd is saját iskolával rendelkezett. 2004-ben nagyszabású iskola-összevonás történt, aminek következtében csak három önkormányzati iskola maradt a városban. A lakótelepen egy óriás iskola előbb II. számú Általános Iskolaként, a Móra Ferenc és a Herman Ottó iskolák összevonásával, 2005-től II. Rákóczi Ferenc Általános Iskola névvel a helyi, majd 2006-tól folyamatosan a környékbeli falvak felsőbb évfolyamos gyermekeit is fogadja. A belvárosban a Deák Ferenc Általános Iskola működik, az Óvárosban a Paksi Bezerédj Általános Iskola található, amely Paks egyik legrégebbi iskolája. A Paksi Balogh Antal Katolikus Óvoda, Általános Iskola és Gimnázium továbbra is megmaradt, mivel azt az egyház tartja fenn. A gyógypedagógiai iskola még üzemel, de új osztályokat már nem indít.
Középfokú oktatás

A városban gimnázium, energetikai szakgimnázium és szakmunkásképző működik. A gimnáziumban reál- és humán képzés mellett 6 évfolyamos oktatás is folyik.

## Kultúra

### Intézmények
- A Csengey Dénes Kulturális Központban található a város színháza (és mozija), valamint könyvtár és kiállítóterem. A színházteremben 440 ülőhely van. Itt tartja próbáit a Tűzvirág táncegyüttes.
- A Városi Könyvtár (Pákolitz István Könyvtár) az egykori zsinagóga épületében található. Külön gyermek és felnőtt részleggel, mindegyikben bőséges választékkal. Itt ingyenes net.pont internetezési lehetőség van. A könyvtár igazgatója éveken át a kiváló szakértő, Gutai István volt. Jelenleg Pumerscheinné Bedekovity Zóra, 2011-ben az Év fiatal könyvtárosa díj kitüntetettje vezeti.
- A Városi Múzeum (egykori Cseh-Vigyázó kúria), amely állandó és időszakos kiállításoknak és egyéb történelmi rendezvényeknek, kézműves foglalkozásoknak ad helyet.[47]
- A Novák-ház ma alapfokú művészeti iskolaként[48] funkcionál, amelyet 2006-ban felújítottak. Az itt fellelhető intézmény a Pro Artis neve9t viseli, ahol népi és modern hangszereken is tanulhatnak a diákok, illetve színművészetet és különböző táncokat is elsajátíthatnak (például balettet).
- Atomenergetikai Múzeum, amely egyedülálló módon mutatja be a nukleáris energiatermelés történetét.
- A városban télen tanuszoda 25 m-es, nyáron az Ürgemezőn strand működik 50 m-es úszómedencével. A Duna vize mára úgyszólván alkalmatlanná vált a fürdésre. A két világháború között a folyó vizén népszerű uszályuszoda működött a Duna-korzó mellett pár lépésnyire a városközponttól.[49] Hamarosan jelentős javulás várható azonban a budapesti szennyvíztisztítás teljessé válásával. A folyó szerelmesei így is egész szabadidejüket kint töltik, a ma még tisztább bal partra csónakkal-komppal könnyen átjuthatnak.
- A belvárosi részen a főutca úgyszólván sétálóutcává alakult a 2010 nyarán lezajlott jelentős forgalomcsökkentő fölújítás folytán. Megtelt kisboltokkal, bankokkal, szolgáltatókkal.
- Az újvárosi Ipari Parkot belakják a különböző multinacionális cégek.
- A Paksi Képtár, amelynek állandó kiállítása főként avantgárd művészek alkotásaiból áll. Korábban az Erzsébet szállóban volt, most külön épületben, a volt konzervgyár területén. Időszaki kiállításokat is rendeznek a Hangár nevű zenés előadótérben, néha zenével fűszerezve.
- A környéken több lehetőség adódik a lovaglásra. Kiváló lovasiskolák Pakson, Cseresnyésben, Csámpán és Németkéren is találhatók.

### Helyi média
Pakson több városi médium működik:
- A város hivatalos honlapja, napi hírekkel, eseménynaptárral
- A város televíziócsatornája a TelePaks TV
- A város egykori rádiója, a Fortuna Rádió, 2017 óta Paks FM néven működik
- A város másik rádiója: HITS Rádió
- A város újságja a Paksi Hírnök
- A város híroldala: PaksNet
- Paks Online tévécsatornája: PATUR

## Sport

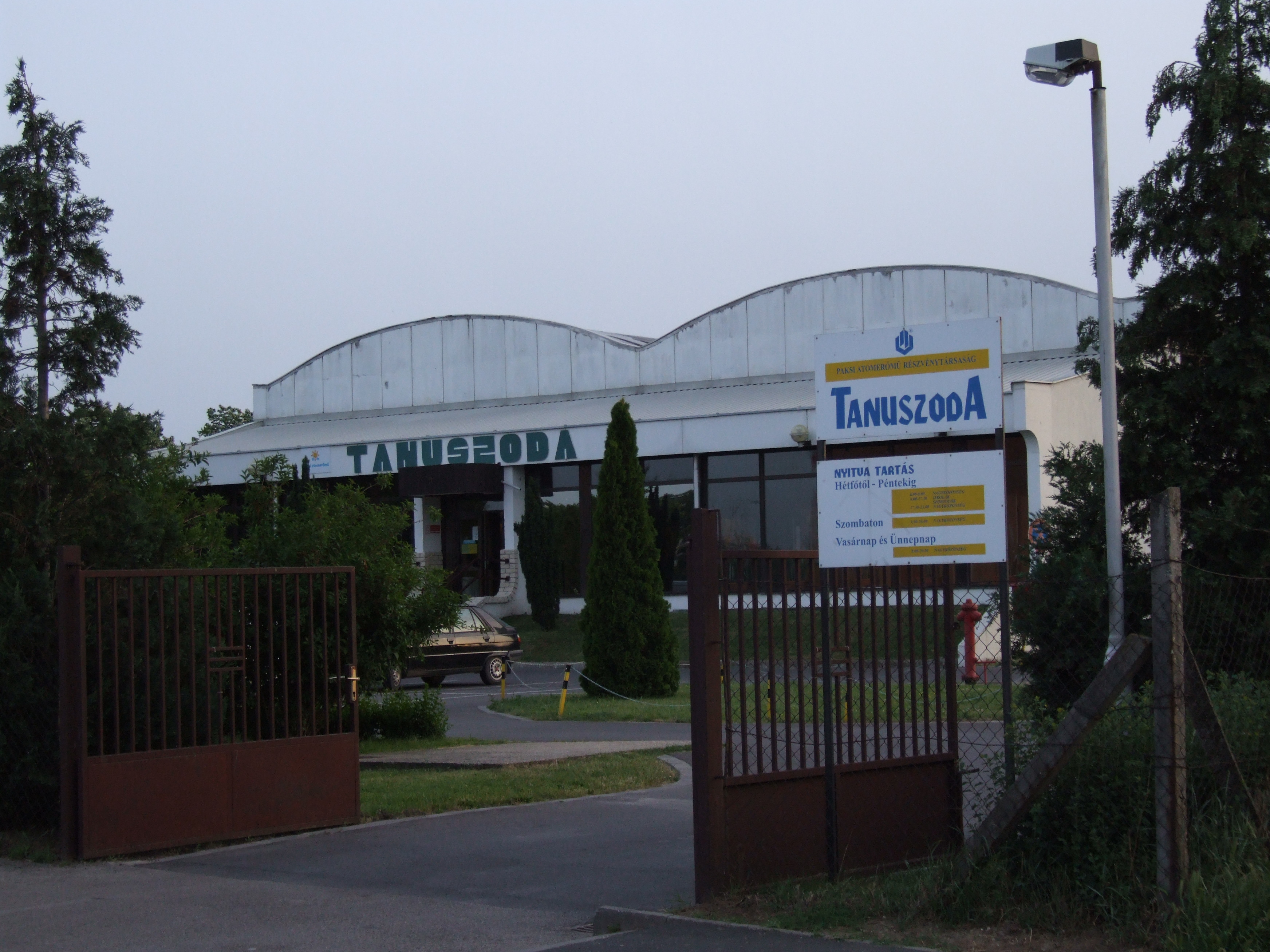
A paksi tanuszoda

A városban három komolyabb egyesület működik, az Atomerőmű Sport Egyesület (ASE), a Paksi Sport Egyesület (PSE) és ennek külön tagozata a Paksi Futball Club (PFC), valamint a Dunakömlődi Sport Egyesület (Kömlőd SE).
Paks város többféle sport elsajátítására nyújt lehetőséget, az erőmű és a városvezetés egyaránt támogatja a különböző szakosztályokat. Országosan is ismert bokszolók, dzsúdósok, evezősök, sakkozók, kosarasok kerültek már ki. A paksi Tuncsik-növendék Kovács Antal a cselgáncs-sport első magyar olimpiai bajnoka lett az 1992-es barcelonai olimpián. Kozmann György Európa- és világbajnok (Sziklenka László–Hajba Antal-növendék) pedig Athénben, 2004-ben bronzérmet szerzett (Kolonics György mellett) kenu párosban. Paks 1995-ben Nemzeti Sportváros címet kapott. A város NB I-es kosárlabdacsapata az
Atomerőmű SE és focicsapata a Paksi FC egyaránt az országos bajnokság legmagasabb szintjén szerepel.
A városban az ASE, PFC (PSE) és a Kömlőd SE rendelkezik labdarúgó csapattal, de az ASE-nál csak a fiatalok edzhetnek, felnőtt csapat nincs. Mindegyik csapat saját stadionnal rendelkezik. Az Atomerőmű sportegyesületnek sikeres kajak-kenu csapata a Dunán is tartja edzéseit. A cselgáncsozók saját ASE-edzőteremben edzenek. Adott még az ASE keretein belül a sakk, az atlétika, a kerékpározás és a tenisz sportág is.
A karateképzés – amelynek több fajtája is található szerte a városban – jobbára magánedzésként létezik, nem tartozik egyesületekhez, ahogy az újonnan megjelent küzdősport, a capoeira sem. Az ökölvívás, valamint a tájfutás a PSE egyesület keretein belül működik. A lovaglás lehetőségét különböző magán lovasudvarok biztosítják, az úszásnak a városi uszoda és a strand ad helyszínt. Paintballozók is rendszeresen működnek a térségben. Korcsolyázásra télen, a 2006-ban megnyílt, szabályos jégkorongos méretű (61×30 m) Gesztenyés úti fedetlen műjégpálya használható. Tekézni az ASE futballpálya melletti tekeklubban nyílik lehetőség.
Röplabda- és kézilabdaedzéseket csak az iskolák szerveznek egyénileg diákjaik részére. A floorball inkább csak diáksportként ismert, főként a Deák Ferenc Általános Iskola szervezésében, bár az ő sikereiken felbuzdulva a város többi oktatási intézménye is átvette ezt a sportágat. Aerobik és egyéb tánc lehetőségek szintén fellelhetőek a városban.

## Nevezetességek

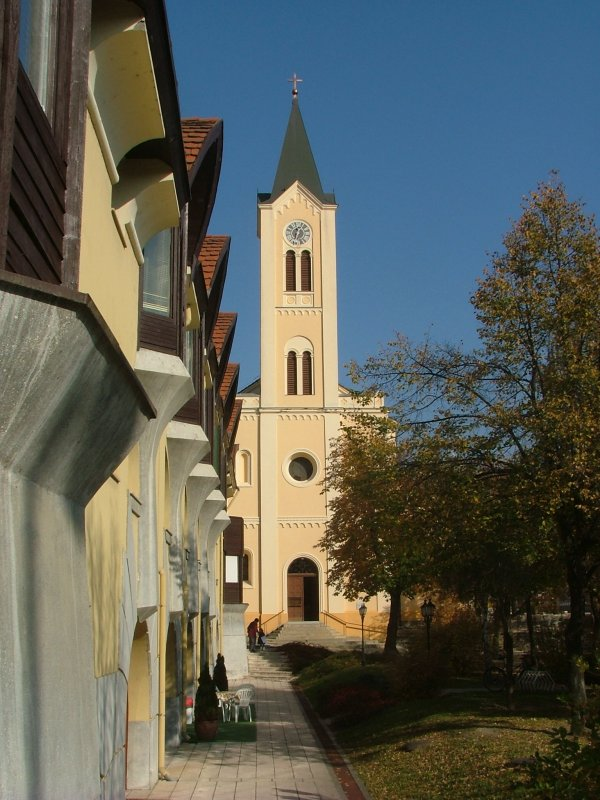
Az 1901-ben épült Jézus Szíve-templom

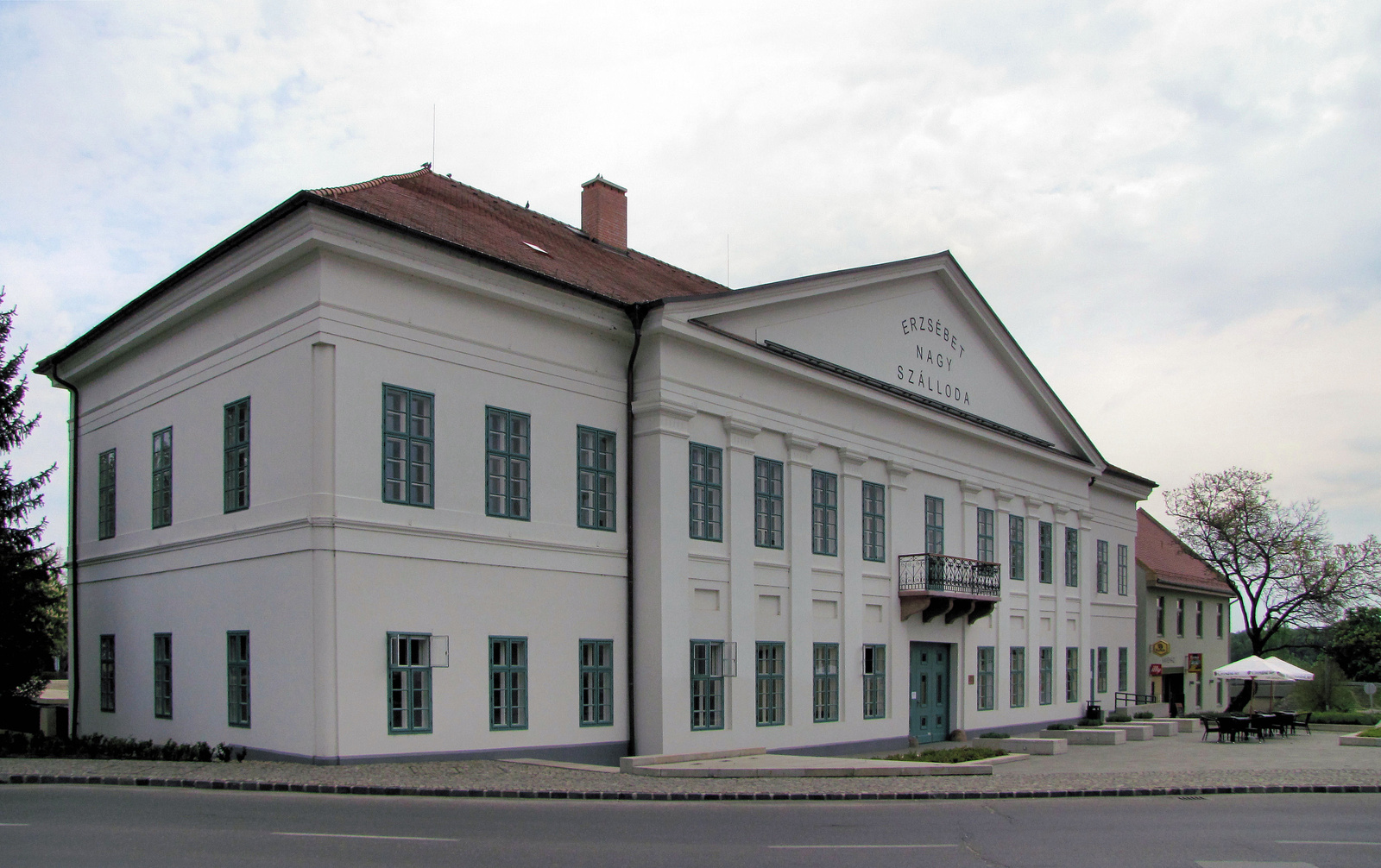
Az Erzsébet Nagyszálloda

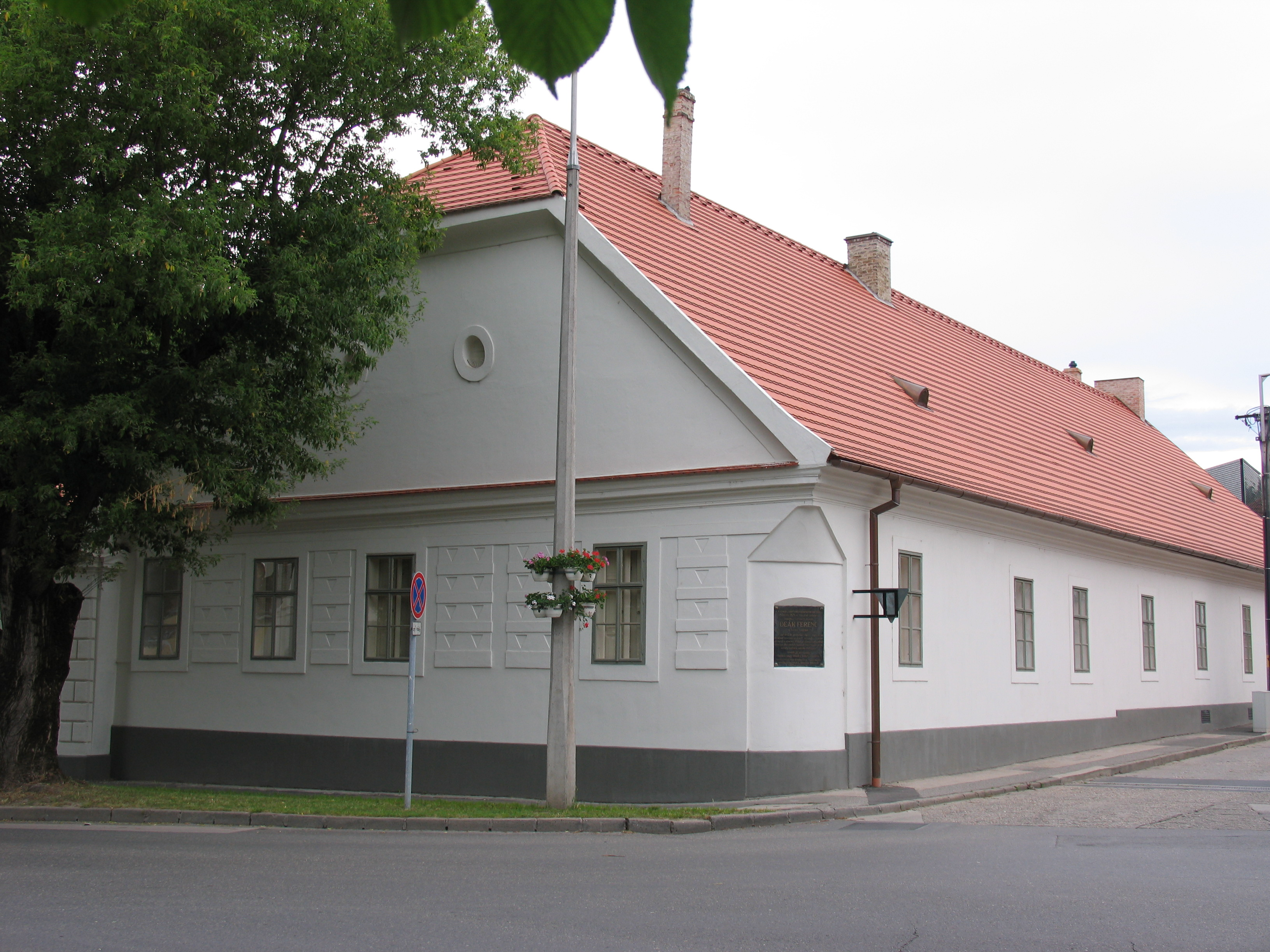
A Szeniczey-kúria

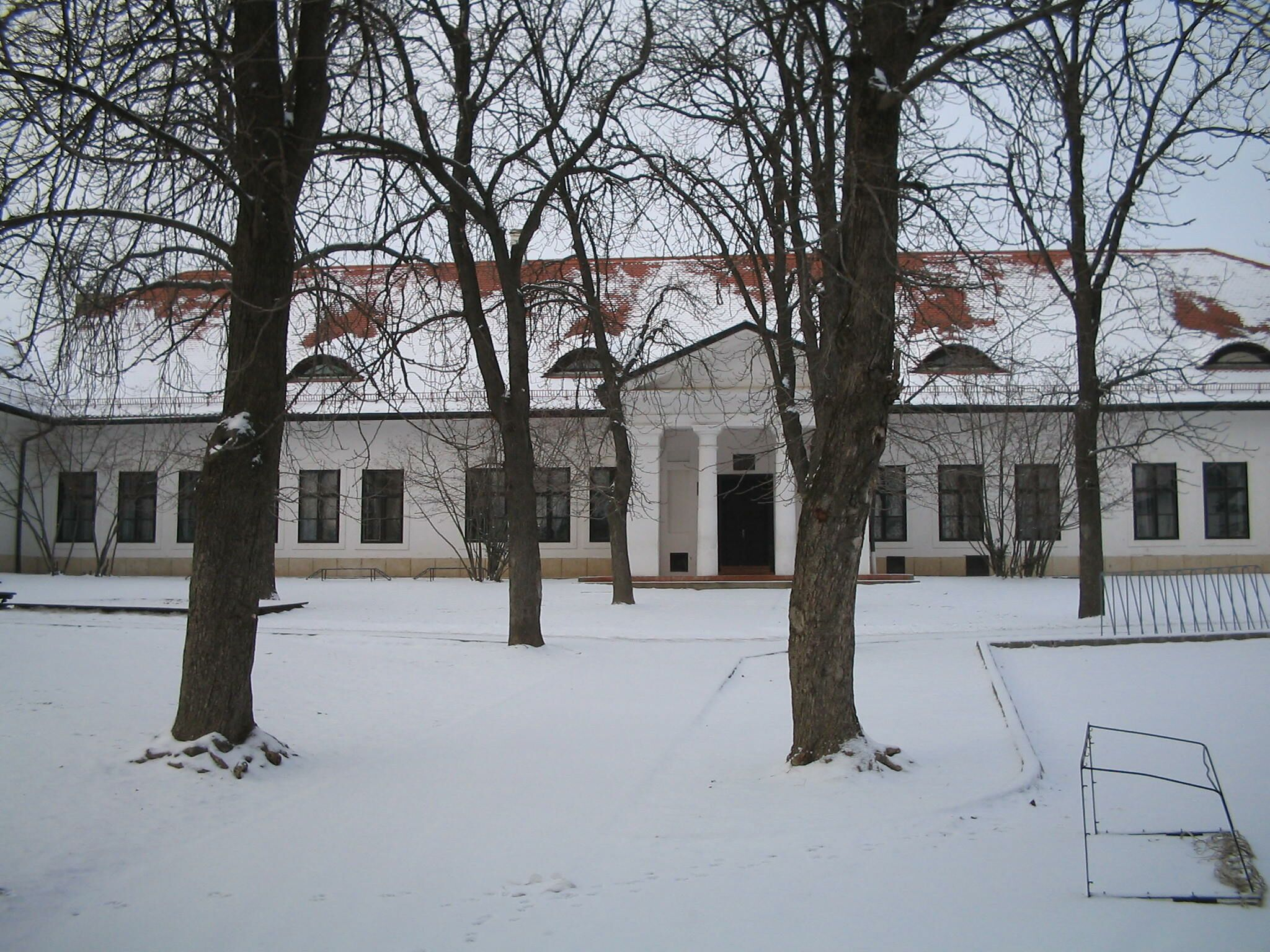
A Kornis-kúria, ma Bezerédj Iskola

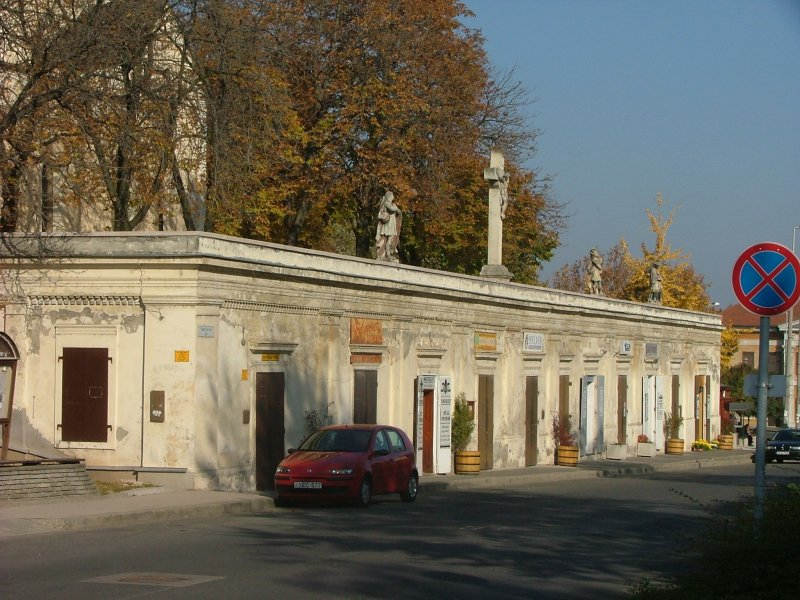
A Bazársor

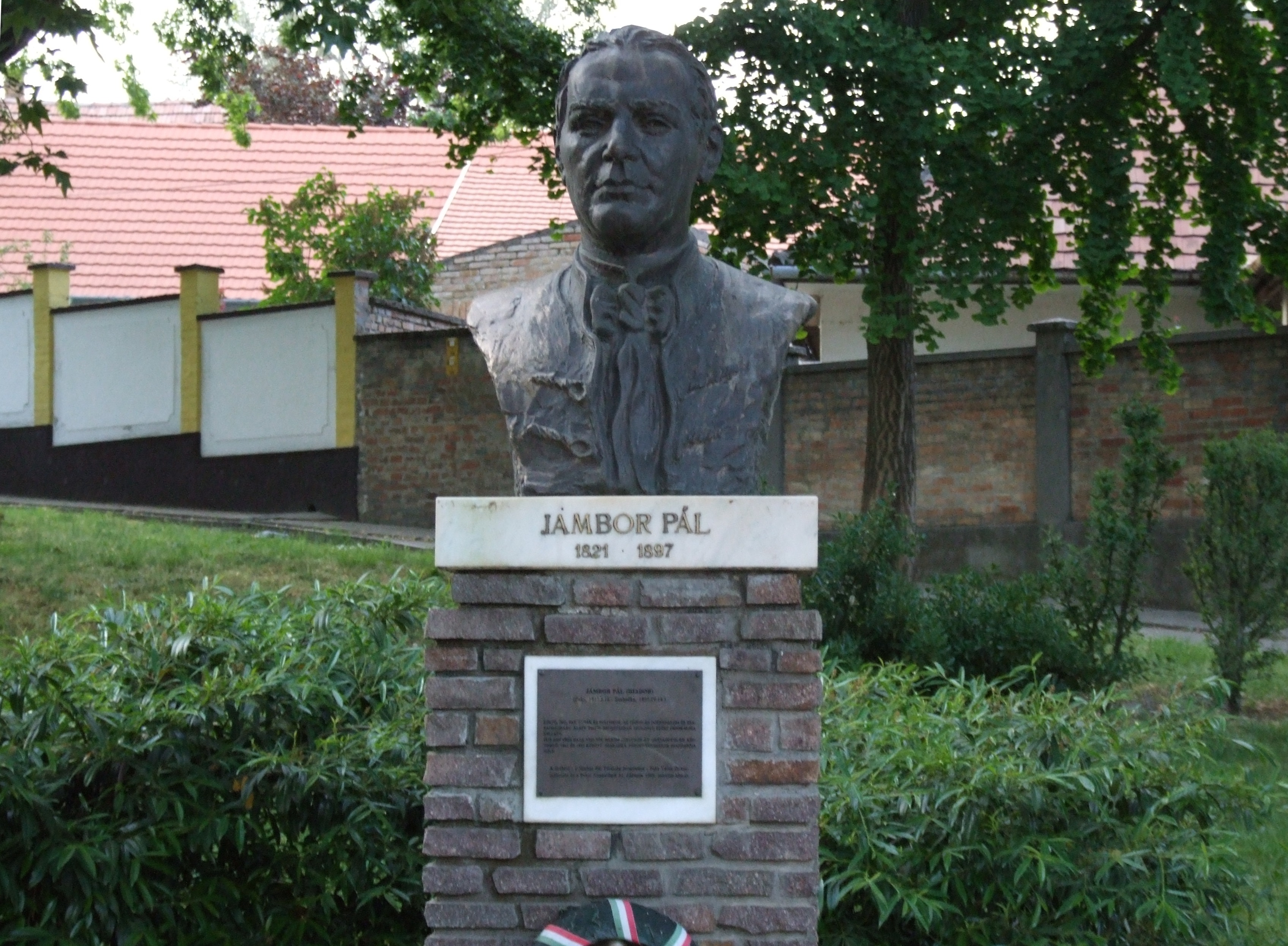
Jámbor Pál szobra a Szent István téren

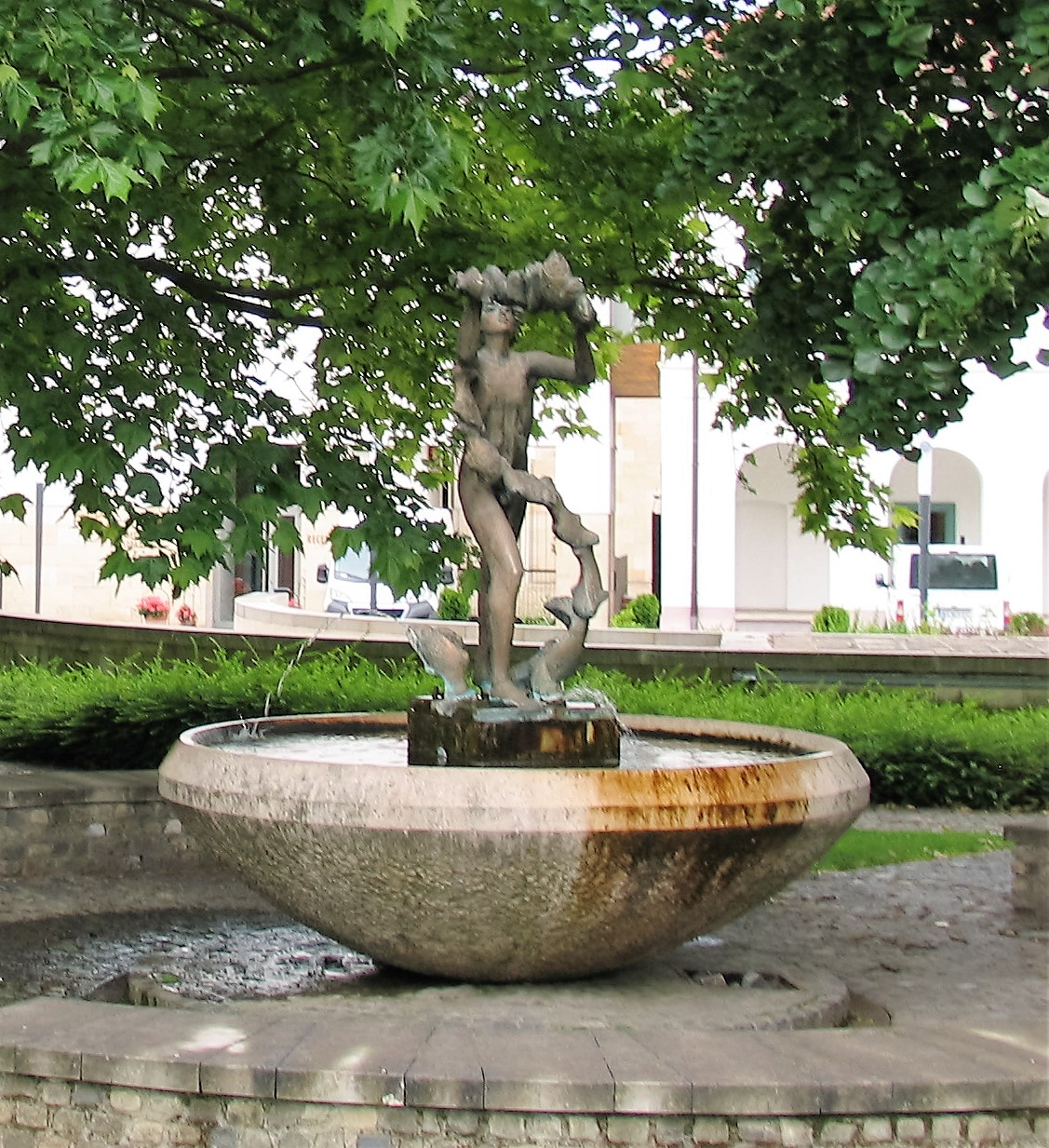
Halas fiú, díszkút, Tóth Emőke, 1987

Régiek (képeslapokon is megörökítve)
- Vasúti Múzeum (1985–2000), a régi vasútállomás elhanyagolt épülete
- Prelátus-ház (1934)
- Jézus Szíve katolikus templom (1901)
- Bazársor (1885)
- Evangélikus templom (1884)
- Erzsébet Szálló (1844, rekonstruálva 2010-ben)
- Kálvária-kápolna (1815)
- Református templom (1796)
- Pákolitz István Városi Könyvtár (az egykori zsinagóga épülete, 1795-ből)
- Szent Rókus és Szent Sebestyén-kápolna (1781)
- Szent Vendel-kápolna (1746)
- Daróczy-kúria (ma művészeti iskola)
- Kornis-kúria (ma általános iskola)
- Szeniczey-kúria (19. század eleje – Deák Ferenc unokahúgának lakóhelye)
- Duna-korzó (védett, százéves vadgesztenyefasorral)
- Régies hangulatú óváros
- Cseh–Vigyázó kúria (ma Városi Múzeum)[47]
- Vadászkürtszálló (ma Hangulat Presszó)
- Sárgödör téri présházsor[52]
- Kurcz-kúria (sokáig a tüdőgondozó volt benne)
- Egykori városháza (emeletes, eredetileg copf stílusú épület, ma rendelőintézet) romos állapotban
- Pleisztocén löszfal

Újak
- Szentlélek-templom (1988) – Tervezője: Makovecz Imre
- Paksi Atomerőmű Részvénytársaság Látogató Központ (1995–2010), azóta az Atomenergetikai Múzeum tölti be a szerepét
- Csengey Dénes Városi Művelődési Központ (1979)
- Paksi Képtár (a volt Paksi Konzervgyár területén)
- A lakótelepi „sosevolt piac” (mai funkciója: lottózó, DIEGO) – Tervezője: Makovecz Imre
- Paksi Halászcsárda
- Kömlődi Halászcsárda
- Paks nevét viseli 1976 óta egy 6,9 km átmérőjű becsapódási kráter a Marson (Paks-kráter)[53]

Szobrok
- Jámbor Pál-szobor (Szent István tér)
- Anya gyermekével (a Rákóczi utcai Egészségügyi Központnál, Kutas György alkotása)
- második világháborús emlékmű (a Jézus Szíve-templom előtt, Hopp-Halász Károly alkotása)
- Sakkolimpiai Emlékmű (a Lakótelepen, Pauer Gyula alkotása, 2000)
- a biskói komptragédia áldozatainak emlékműve (a Zárda mellett)
- Szentháromság-szobor (a Bezerédj Iskola mellett)
- Halas fiú (díszkút az Erzsébet Szálló mögött, Tóth Emőke alkotása, 1987)
- Deák Ferenc mellszobra (a városháza előtt)
- Pákolitz István mellszobra (a Városi Múzeum kertjében)
- Vak Bottyán mellszobra (a nevét viselő gimnázium főbejáratánál)
- Paksi disputa (az Atomerőmű bejáratánál, Farkas Pál alkotása)
- Szovjet emlékmű (a „Sóder Jóska”) a város északi bejárójánál. '56-ban hajóval se tudták kirántani a helyéről, mert 10 méteres vasúti sínek tartják, betonba ágyazva.
- Repülős emlékmű (Üstökös utca, Farkas Pál alkotása, 1994)
- 1956-os emlékmű a Városháza előtt, Gaál Tamás alkotása, 2006
- Trianon-emlékmű a Duna-korzón, Gaál Tamás alkotása, felavatva: 2014. június 4.[54]

### Hagyományok

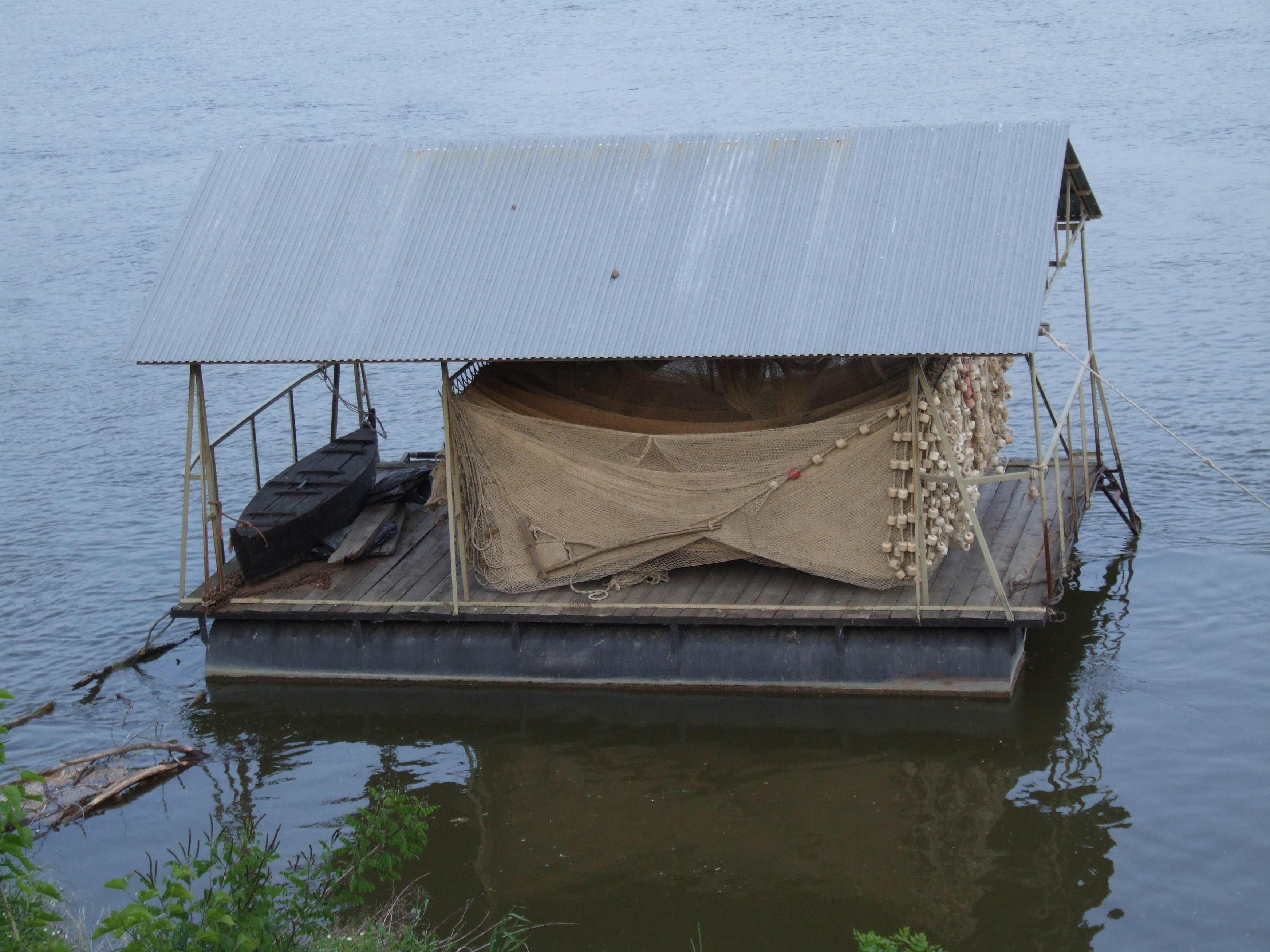
Pakson hagyományos tevékenység volt a halászat

- Korábban halászfalu volt, ezért sokan rendelkeznek még a Dunán csónakkal, valamint rengeteg kiállítás szól erről, mind az Atomerőmű látogatóközpontjában, mind a Városi Múzeumban.
- Bár a paksi borok nem tartoznak a minőségi borok közé, de mivel régen a ma már beépített Kishegyen és az Erőmű helyén is hatalmas szőlőskertek sorakoztak, a borászat is a régi paksi tradíciók közé tartozik. Erre utal a Sárgödör-téri pincesor, valamint, hogy a város peremterületén ma is rengeteg szőlőskert található. A szüreti felvonulás is a borászathoz kötődik. Pakson borbarát egyesület is működik, amely minden évben kiosztja a legjobbaknak járó díjakat.
- Minden év decemberében, ahogy a legtöbb városban, Pakson is nagy karácsonyfát állítanak a Városháza elé. A főutcán díszkivilágítás van.

### Fesztiválok, ünnepségek

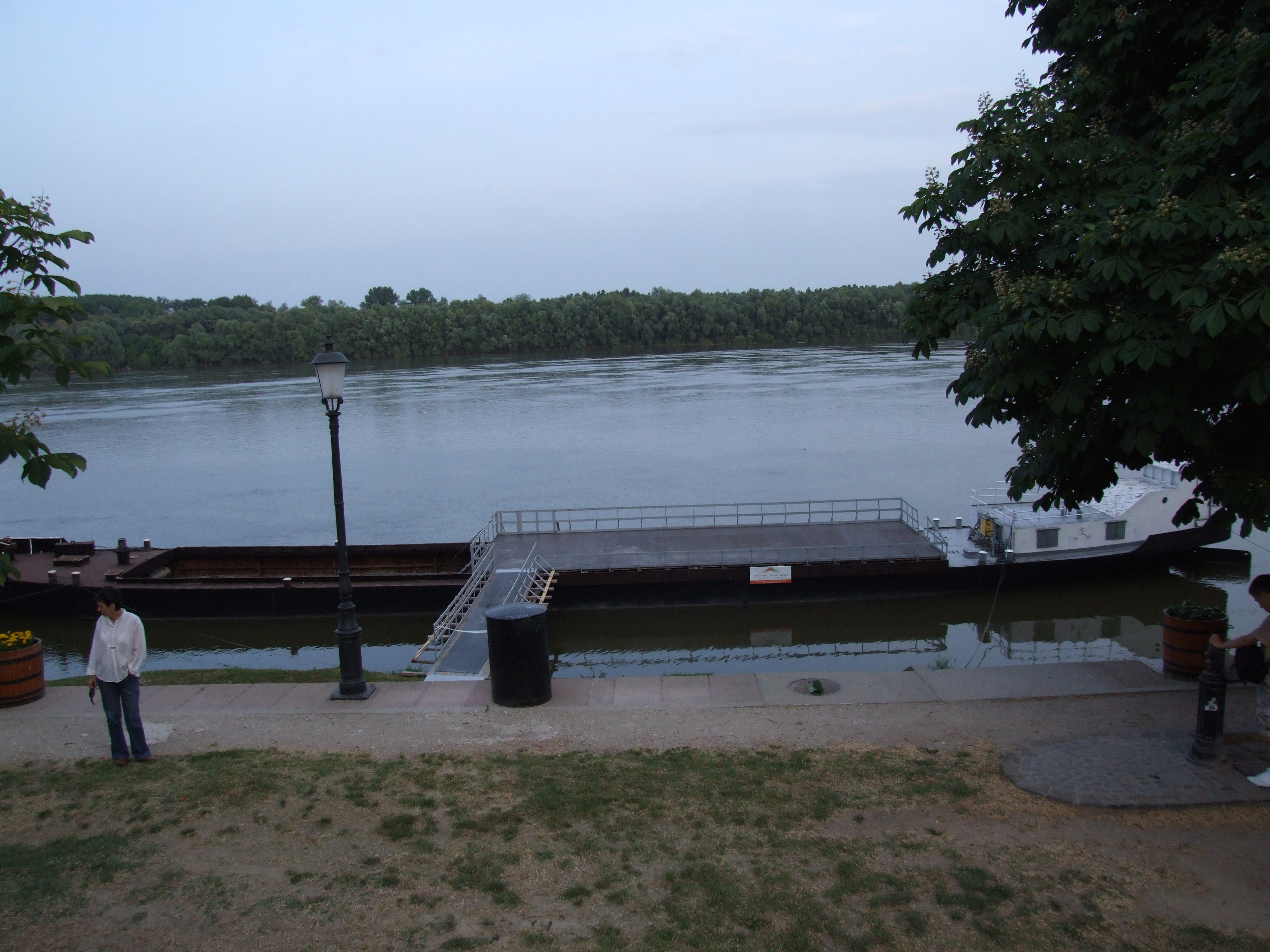
Ez a hajó az úgynevezett víziszínpad, itt rendezik minden évben az augusztus 20-i ünnepségeket. A közönség a lépcsőkön ülve figyeli a fellépőket

Paks város vezetősége, a turizmus fellendítésének érdekében illetve, hogy a város lakóinak kedvében járjon, több fesztivált is szervez évente.
- Március 15-én a Jámbor Pál-szobornál felállított színpadon előadással emlékeznek meg 1848 eseményeiről, amelyen a város vezetősége is részt vesz, fáklyásmenetben. Az iskolák emlékünnepséget rendeznek felváltva, minden évben.
- Tavasz elején minden évben megrendezik a Paksi Harmonika Fesztivált, együttesek és szólisták részvételével, a komolyzenétől a tánczenéig terjedő stílusokban.[55]
- Május 1-jén a munka ünnepekor az Ürgemezőn játékok (dodgem, célbalövés, körhinta stb.) és az ASE pályán felállított színpad (ahová minden évben hírességeket is meghívnak) várja a látogatókat. Az út mentén felállított sátrakban különböző szuveníreket vehetnek az arra sétálók.
- Város hete, Város napja május második felében 2017 óta (2020-ban 26-án) kulturális események megrendezésével ünneplik a várossá válás évfordulóját.[56]
- A Piactéren pünkösdkor Német nemzetiségi napok – Pünkösdi fesztivál keretében tartott rendezvényen szintén a majálisihoz hasonló játékok és színpad várja az érdeklődőket, ahol ez alkalommal a helyi sváb tánc csoportok és zenekarok (pl. Roger Schilling) lépnek fel. Esténként a színpad előtti tér táncparketté válik.
- Július elején minden évben az ESZI sportcsarnokában megrendezik a Gastro Blues fesztivált, ahol világhíres együttesek lépnek fel és evés-ivás programok várják az odaérkezőket.
- Augusztus 20-án és az azt megelőző napokon, a Duna-parti sétány és az Erzsébet szálló mögötti park területén megtartott, Dunaparti Családi Napok várja a nyár végi kikapcsolódásra vágyó lakosságot. A Dunán álló víziszínpadon, országosan ismert együttesek, színészek, humoristák, táncosok is fellépnek. A Dunán fáklyaúsztatással, valamint tűzijátékkal zárul az ünnepségsorozat. A város egyik végéből a másikba látványvonat szállítja az embereket.
- Szeptember elején 2016 óta Puliszkafesztivált rendez a városban negyedszázada élő Bándi Imre, az Erdélyi Magyarok Tolna Megyei Egyesületének elnöke. Az Erdélyből idetelepült magyarok vidám gasztronómiai és népművészeti rendezvény keretében találkoznak egymással és vendégeikkel.[57]
- Szeptember közepén Szüreti felvonulást tartanak a városban, amikor lovasok és szekerek tucatjai vonulnak körbe a városon, majd a Sárgödörtérre érve az ott lévő színpadon különböző népi jellegű tánccsoportok és zenekarok lépnek föl, a Szüreti mulatságon.

### Paksi konyha

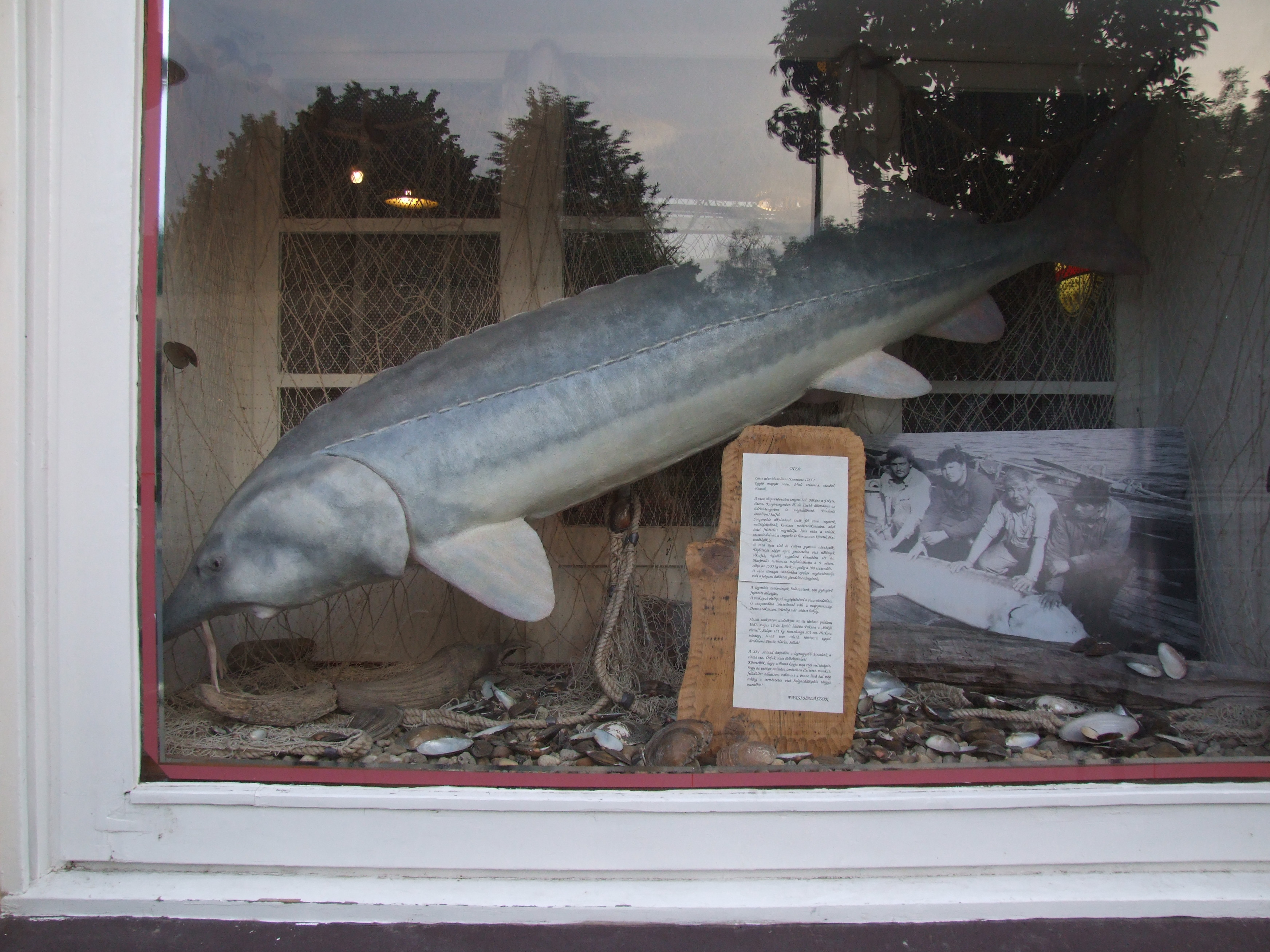
1986-ban kifogták a múltban Pestig (ld. Vizafogó városrész) is ívásra felúszó Fekete-tengeri tokhalféle, a viza egy óriási példányát. Sajnos nem élte túl az összes párttitkár látogatását. Emlékkiállítása az egyik helyi presszó kirakatában

- Paks mint egykori halászfalu, messze földön híres halászlevéről, amit az erre utazók a paksi vagy a dunakömlődi halászcsárdában kóstolhatnak meg, vagy a minden évben augusztus 20-án megrendezett halászléfőző versenyen. A hal kevésbé a folyóból, mint inkább a város környéki tavakból származik.
- Jellegzetes még a szőlőtermesztésből adódóan a bor. Bár minőségileg nem éri el a szekszárdit, egy kóstolót azért érdemes beiktatni, ha valaki a városban jár.
- Nyaranta a piac megtelik dinnyével. A környéken Tengelic mellett találhatók dinnyeföldek, amelyek tulajdonosai a gyümölcs jelentős hányadát a paksi piacon értékesítik. A jó minőségű görögdinnye mellett sárgadinnye is nagy mennyiségben kapható.

## Díjak a városnak, díjak a várostól

### Paks város kitüntetései
- Paks 1995-ben Nemzeti Sportváros címet kapott, mivel több élvonalbeli sportolót neveltek a Paksi Atomerőmű SE, valamint a Paksi SE cselgáncs, kajak-kenu, sakk és ökölvívó szakosztályaiban, továbbá a paksi kosárlabdacsapat 4-szeres magyar bajnok, a város focicsapata az NBI-ben játszik, világ- és olimpiai bajnokaik vannak.
- 2002-ben Paks egy nemzetközi zsűri által adományozott „Virágos város” címet kapott.
- 2010-ben megkapta a Magyar Sakkszövetség és a Sakk-kultúráért Alapítvány kuratóriuma által alapított Caissa lovagja kitüntetést.[58]

### Paks város kitüntetettjei
Paks minden évben több kitüntetést is kioszt. Leglényegesebbek a Díszpolgári cím és a Pro Urbe emlékérem.

Ezek mellett:
- „Tisztes Polgár”: Paks város képviselő-testülete minden év március 15-én tünteti ki azokat a köztiszteletben álló személyeket, akik a város életében jelentős szerepet töltenek be. Személyes emberi példamutatásuk és életpályájuk révén a város megbecsült, köztiszteletben álló polgárai. Az elismerést minden évben ketten vehetik át.
- „Gyermekeinkért” kitüntető cím az oktató-nevelő munkát végző pedagógusoknak és pedagógiai szakszolgálati tevékenységet ellátóknak a gyermekek harmonikus személyiség formálásában huzamosan végzett munkája elismerésére adott kitüntetése
- A dr. Pongrácz Sándor-díj azok részére, akik munkájukkal jelentősen hozzájárultak Paks város egészségügyi ellátásához
- „Segítő Kéz” kitüntetés azon személyek részére, akik munkájukkal hozzájárultak a város szociális és gyermekjóléti ellátásnak javításához
- „Paks Kultúrájáért” kitüntetés a város kulturális életében dolgozó azon személyek részére, akik a város kultúrájáért, a város hazai, illetve nemzetközi elismertségéért maradandót alkottak
- „Deák Ferenc” kitüntetés a Polgármesteri Hivatal alkalmazásában álló kimagasló teljesítményt nyújtó köztisztviselők munkájának elismeréseként osztanak ki
- „Paks város Közbiztonságért” kitüntetés annak adható, aki valamelyik helyi közrendvédelmi szervezetnek a tagja és munkáját lelkiismeretesen, tartósan magas színvonalon végzi.
- „Paks város Sportjáért” kitüntetés a város sportéletében dolgozó azon személyek részére, akik a város sportjáért, a város hazai, illetve nemzetközi elismertségéért maradandót alkottak.

#### Díszpolgárság
A díszpolgári címet azoknak a tevékenységüket nemzetközi vagy országos szinten kimagaslóan művelő személyeknek adományozzák, akik származásukkal vagy munkásságukkal kötődnek Paks városához, illetve tevékenységük Paks város fejlődésére jelentős hatást gyakorolt. A díszpolgári címben részesülteknek a polgármester a képviselő-testület ünnepi ülésén egyedi szövegezésű díszes oklevelet, a város címerét tartalmazó legfeljebb 20 grammos, 14 karátos arany pecsétgyűrűt, illetve a cím adományozásáról szóló iratot ad át.
| Év   | Személy           | Kitüntetés oka                                                  |
| ---- | ----------------- | --------------------------------------------------------------- |
| 1987 | Pákolitz István   | neves paksi költő                                               |
| 1989 | Jantner Antal     | volt építésügyi- és városfejlesztési miniszterhelyettes         |
| 1992 | Kovács Antal      | olimpiai bajnok cselgáncsozó                                    |
| 1993 | Hangyási László   | mesteredző                                                      |
| 1996 | Pónya József      | a város fejlesztése érdekében végzett tevékenységéért           |
| 2001 | Stenger Pál       | németországi testvérvárosi kapcsolatok létrehozása és erősítése |
| 2007 | Dr. Kocsis István | az atomerőművel kapcsolatos tevékenységéért                     |
| 2008 | Kozmann György    | olimpiai harmadik helyezett kenus                               |
| 2010 | Süli János        | a városért és sportért tett kimagasló munkájáért                |

#### Pro Urbe díjazás
A „PRO URBE emlékérem” kitüntetést azoknak a személyeknek és egyesületeknek adományozzák, akik illetve amelyek tevékenysége a város gazdasági-, kulturális- és társadalmi fejlődésében kiemelkedő jelentőségűnek bizonyult.
A kitüntetett részére a képviselő-testület az október 23-i nemzeti ünnep alkalmából tartott – ünnepi ülésén a polgármester emlékérmet „PRO URBE” felirattal, Paks címerével, a város történelmi folyamatosságára utaló ábrázolással és az adományozást tanúsító iratot ad át.
A kitüntetés adományozását a jegyző az erre a célra rendszeresített albumban tartja nyilván. A képviselő-testület naptári évenként legfeljebb három kitüntetést adományoz.
| Év   | Díjazottak                                                       |
| ---- | ---------------------------------------------------------------- |
| 1990 | Kováts Balázs                                                    |
| 1992 | Vida István, Hangyási László                                     |
| 1993 | Stenger Pál, Sólyom Károly                                       |
| 1995 | Glósz Lajos, dr. Németh Imre                                     |
| 1996 | Id. Gárdai György, Hopp-Halász Károly                            |
| 1997 | Zerza József, Károly János                                       |
| 1998 | Beregnyei Miklós, Nagy Istvánné                                  |
| 1999 | Szentesi Alajos, dr. Rónaky József, Tűzvirág Táncegyüttes        |
| 2000 | Várszeginé Németh Mária, Hoffmann Mária, Paksi Rendőrkapitányság |
| 2001 | Herczeg Ágnes, Kőváry László, Atomerőmű Sportegyesület           |
| 2002 | Dr. Széchenyi Attila, Frast Antal, Paksi Sportegyesület          |
| 2003 | Czetli Imre, ifj. Gárdai György, Köllő Imre                      |
| 2004 | Kródi József, Hajba Antal, Anton Westner                         |
| 2005 | Szinger Ferenc, Braun Ákos, Paksi Városi Vegyeskar               |
| 2006 | Kozmann György                                                   |
| 2007 | Dr. Visy Zsolt, Süli János, Kanczler Istvánné                    |
| 2008 | Dr. Kárpáti István, Roger Schilling Zenekar                      |
| 2009 | Juhász Sándor                                                    |
| 2010 | Hum Ferenc, Klenk Csaba                                          |
| 2011 | Gutai István, Paksi FC                                           |
| 2012 | Szabó Vilmos Béla, Kövi Gergő, Babai István                      |

## Híres paksiak

### Itt született
- Gebhardt Xavér Ferenc (1791–1869) orvos, egyetemi tanár a Magyar Tudományos Akadémia tagja (1830)
- Jámbor Pál (1821–1897) katolikus pap, író
- Petrich Ferenc (1826–1899) honvédszázados, országgyűlési képviselő a 19. században
- Hermann Adolf (1837–1874) zsidó származású magyar orvos, sebész, egyetemi tanár, a MTA tagja
- Freund Vilmos (1846–1920) zsidó származású magyar építész
- Palágyi Menyhért (1859–1924) bölcsészdoktor, gimnáziumi tanár, fizikus, filozófus, a Petőfi Társaság tagja
- Márkus Dezső (1862–1912) zsidó származású jogtudós, királyi törvényszéki bíró, jogi szakíró és szerkesztő.
- Adler Vilmos (1867 – ?, 1944) hatvani rabbi
- Trebitsch-Lincoln Ignác, szül. Trebitsch Ignác, álnevén dr. Tandler Leó, írói álnevén Terebesi, egyéb névváltozatok: Ignatius Timothy Tribich Lincoln, Csao Kung (1879 – Sanghaj, 1943)
- Tarczai Lajos, 1905-ig Trebitsch[60] (1881 – USA, 1971 augusztusa) szocialista politikus, tanító, író, lapszerkesztő, és újságíró, Trebitsch Ignác kalandor testvére.[61]
- Behr Blanka (1881–1937 után) zsidó származású írónő
- Gratzag Gyula (1899–1946) az első paksi kávékimérő és kávé-nagykereskedés üzemeltetője

A Gratzag család 1867-ben, a kiegyezés évében az alsó-ausztriai Münchendorfból költözött Paksra. Itt már komoly kávépörkölő üzemet működtettek, és nagykereskedelmet folytattak. Az üzem a város meghatározó részén, a Zöldfa vendéglő épületében kapott helyet, amely későbbi átépítések során az Erzsébet szálló és kaszinó nevet kapta. Ezen épület a régió legnevezetesebb központi kulturális találkozóhelyévé nőtte ki magát. Gratzag Gyula (1898–1946) a paksi Könyök u. 2.-ben lakott családjával: nejével és három gyermekével, Istvánnal, Gyulával és Erzsébettel. A paksi családi üzemet 1924-ben Budapestre költöztették, ott saját kávéházaik ellátását (IX. kerület, Csarnok tér; VII. kerület, Thököly út – Cserhát u. sarok; II. kerület, Szilágyi Erzsébet fasor) és a környezetük üdítő kávéztatását tartották szem előtt.
- Sívó Mária (1910–1985) színésznő
- Pákolitz István (1919–1996) költő, műfordító
- Széles Klára (1936) József Attila-díjas magyar irodalomtörténész, kritikus, az irodalomtudományok kandidátusa és doktora
- Széles Judit (1939) textilművész
- Bakai László (1956) Jászai Mari-díjas színész
- Kovács Antal (1972) olimpiai- és világbajnok cselgáncsozó
- Éger László (1977) válogatott labdarúgó, hátvéd
- Braun Ákos (1978) világbajnok dzsúdós
- Kozmann György (1978) kétszeres olimpiai bronzérmes, többszörös világ- és Európa-bajnok kenus
- Balzsay Károly (1979) magyar profi ökölvívó, (WBO) nagyközépsúlyú volt világbajnoka, hétszeres magyar bajnok
- Ács Péter (1981) nemzetközi sakknagymester
- Blazsek Balázs (1963) jogász, szakközgazdász, Paks címzetes főjegyzője

### Itt éltek
- Abay Nemes Gyula gyógyszerész, gyógyszerésztörténész – itt hunyt el 1952. július 7-én.
- Bajtai András (1983) költő, műfordító, újságíró itt járt általános iskolába és itt érettségizett a Paksi Vak Bottyán Gimnáziumban 2002-ben

## Testvér- és partnervárosok
- Galánta, Felvidék
- Gubin, Lengyelország
- Kézdivásárhely, Székelyföld
- Lauda-Königshofen, Németország
- Novovoronyezs, Voronyezsi terület[62]
- Reichertshofen, Németország
- Visk, Kárpátalja
- Milton Keynes, Anglia
- Liaocseng, Kína (2021. december 8.-)